# Siglo de Oro

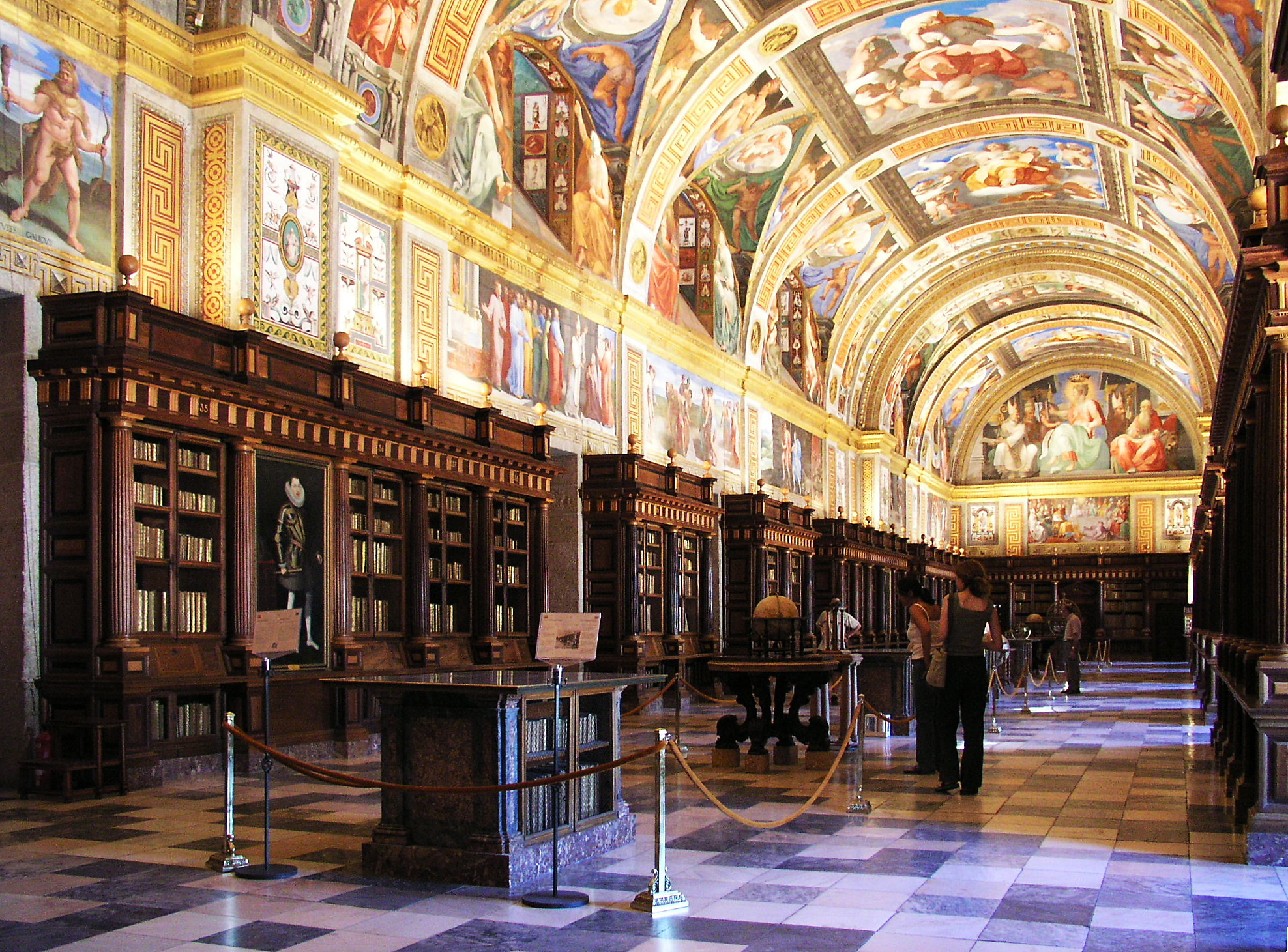
Biblioteca del Real Monasterio de San Lorenzo de El Escorial, construida en el contexto del humanismo cultural del Renacimiento.

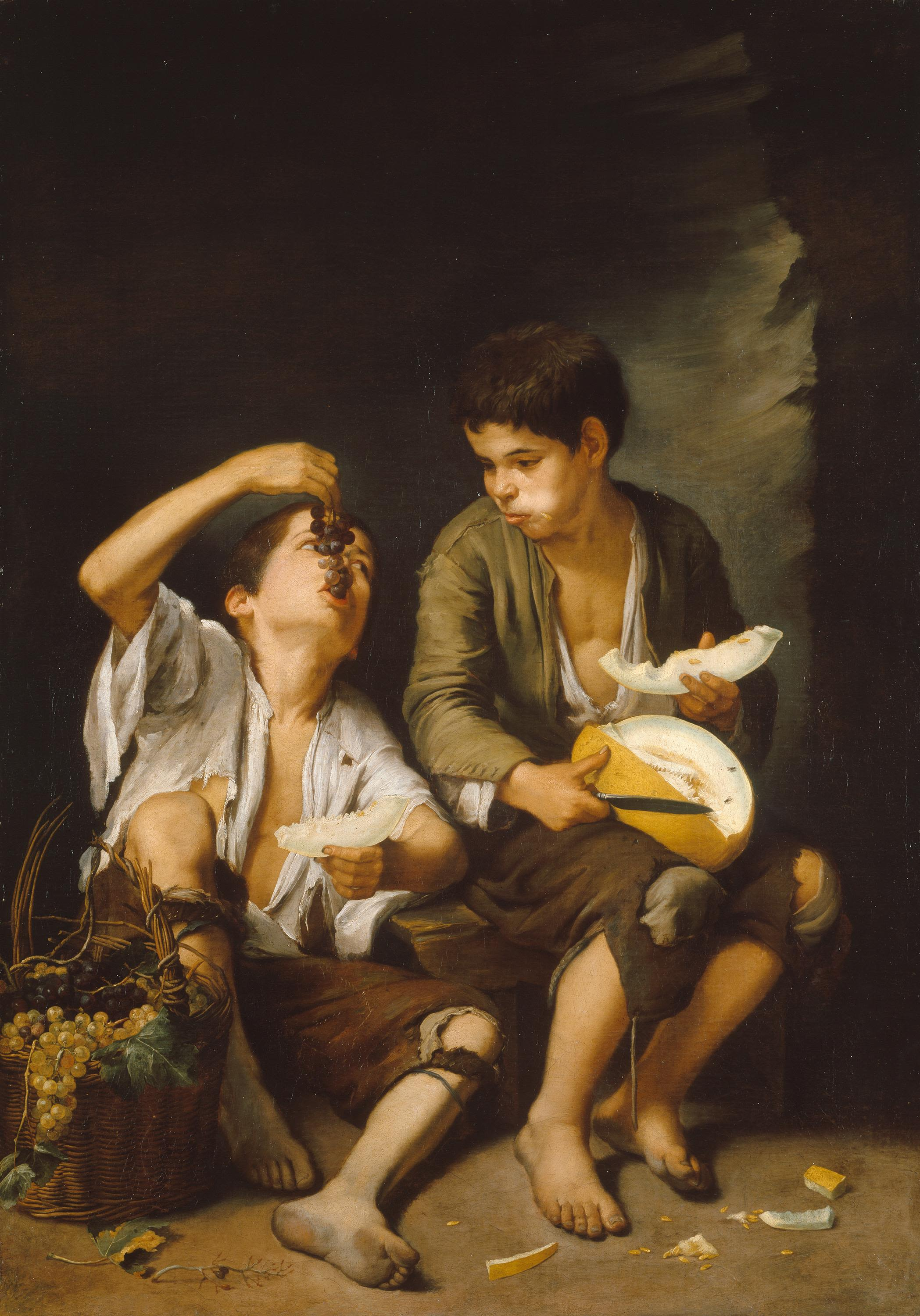
Niños comiendo uvas y melón, óleo de Bartolomé Esteban Murillo (c. 1650). Se encuadra en la pintura de género, tipología que destaca por la representación de temas cotidianos de forma realista y naturalista.

La batalla de Lepanto (1571), en la que cupo a España organizar la defensa de Europa contra el Imperio otomano.

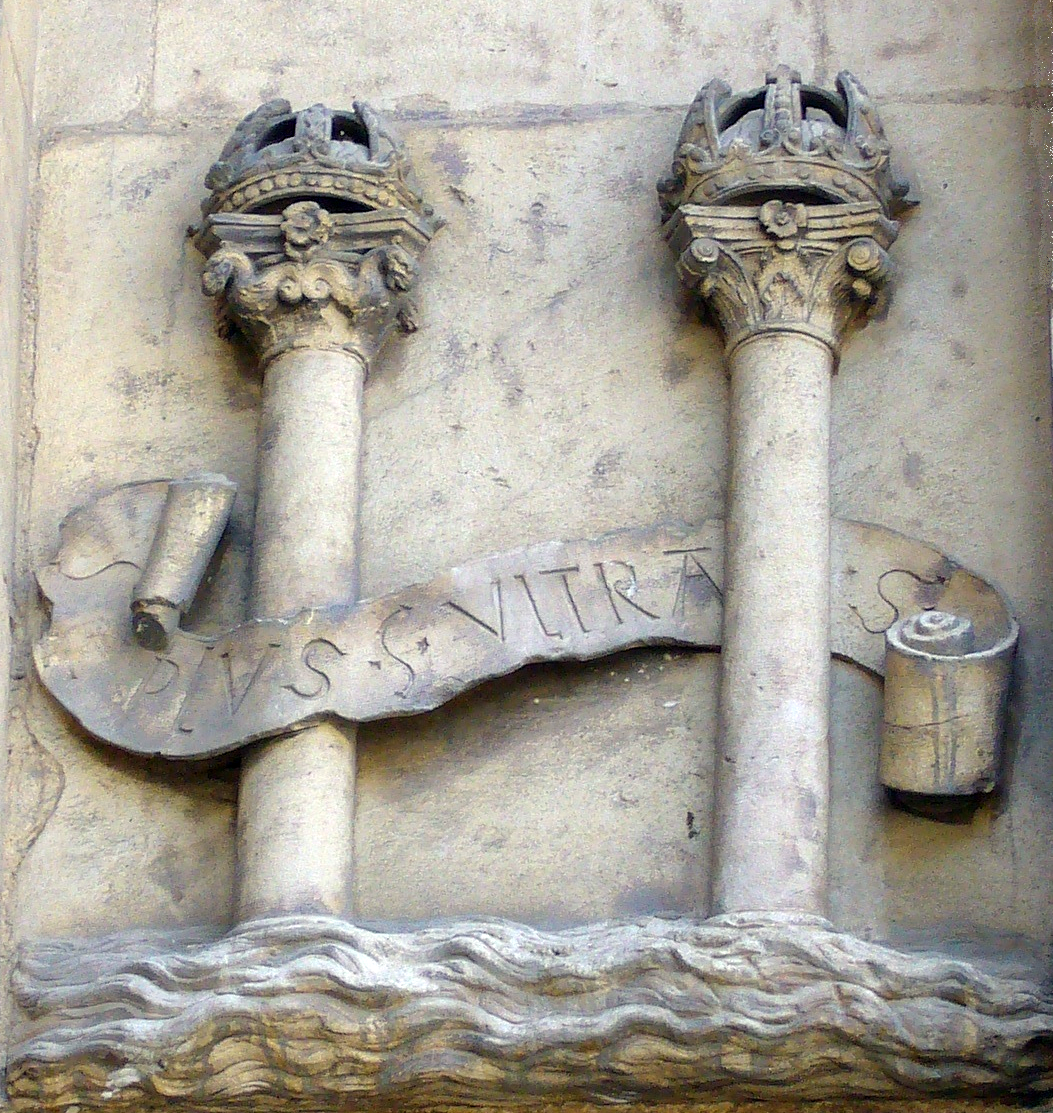
Las Columnas de Hércules con el lema Plus Ultra, símbolo del emperador Carlos V en el Ayuntamiento de Sevilla y origen del símbolo del actual peso y dólar.

El Siglo de Oro español es un periodo histórico en que florecieron el pensamiento, el arte y las letras españolas, y que coincidió con el auge político y militar del Imperio español de la Casa de Trastámara y de la Casa de Austria. El Siglo de Oro no se enmarca en fechas concretas, aunque generalmente se considera que duró más de un siglo, entre 1492 (año del fin de la Reconquista, el Descubrimiento de América y la publicación de la Gramática castellana de Antonio de Nebrija) y el año 1659, en que España y Francia firmaron el Tratado de los Pirineos. El último gran escritor del Siglo de Oro, Pedro Calderón de la Barca, murió en 1681, año también considerado como fin del Siglo de Oro español.

## Denominación
Es Hesíodo, quien habla por primera vez de las cinco épocas o Edades del hombre en Los trabajos y los días: de oro, de plata, de bronce, heroica y la de hierro actual, cada vez más degradadas. El término, pues, Siglo de Oro, se concibió a semejanza de este mito para celebrar una época de excelencia en todos los órdenes. Según Juan Manuel Rozas, la denominación surgió en el discurso de ingreso en la RAE de Alonso Verdugo (1736), e Ignacio de Luzán la tomó para el tercer capítulo de su muy difundida Poética (1737); es más, la usó al año siguiente el erudito Gregorio Mayáns y Siscar en la dedicatoria de su Vida de Miguel de Cervantes Saavedra (1738), con lo que ya quedó autorizada para que la utilizase el crítico literario dieciochesco Luis José Velázquez, marqués de Valdeflores (1722-1772) en 1754 en su obra Orígenes de la poesía castellana, aunque para referirse exclusivamente al periodo comprendido entre los Reyes Católicos y la muerte de Felipe III, esto es, fines del XV, el siglo XVI entero y el XVII no más allá de 1621. Quedaban así excluidos Pedro Calderón de la Barca y otros importantes autores. Posteriormente la definición se amplió, abarcando toda la época clásica o de apogeo de la cultura española, esencialmente el Renacimiento del siglo XVI y el Barroco del siglo XVII. Para la historiografía y los teóricos modernos, pues, y ciñéndose a fechas concretas de acontecimientos clave, el Siglo de Oro abarca desde la publicación de la Gramática castellana de Nebrija en 1492 hasta la muerte de Calderón en 1681.
Actualmente se tiende a definir de manera comprehensiva el concepto de Siglo de Oro sencillamente como relativo al proceso cultural de arte, literatura y pensamiento que lógicamente no cabe ser desmembrado o explicado de forma parcializada, como demasiadas veces se ha pretendido. Como postulado básico, no es concebible un estatuto para el Siglo de Oro sin la Escuela de Salamanca.

## Introducción
A finales del siglo XVIII ya se había popularizado la expresión «Siglo de Oro» (creada en 1736, y que pronto prendió) que suscitaba la admiración de don Quijote en su famoso discurso sobre la Edad de Oro. Pero la ampliación de sus límites cupo a Casiano Pellicer, quien en 1804 lo extendió a Calderón y su escuela en su Tratado histórico sobre el origen y progreso de la comedia.... En el siglo XIX la terminó de consagrar el hispanista estadounidense George Ticknor en su Historia de la literatura española; faltaba sin embargo incluir a Luis de Góngora y sus seguidores, de lo cual se encargaron a principios del siglo XX Alfonso Reyes y la Generación del 27. Helmut Hatzfeld dividió, por otra parte, el Siglo de Oro literario en cuatro épocas estéticas: renacimiento (1530-1580), manierismo (1570-1600), barroco (1600-1630) y barroquismo (1630-1670). José Antonio Maravall interpreta el barroco como "un concepto histórico" y lo delimita entre 1600 y 1670-80. Ángel del Río y Fernando Rodríguez de la Flor, por su parte, estiman que el barroco abarcaría los cien años entre 1580 y 1680.
Con su unión dinástica, los Reyes Católicos habían esbozado un Estado políticamente fuerte, consolidado más adelante, cuyos éxitos envidiaron algunos intelectuales contemporáneos, como Nicolás Maquiavelo. Los judíos que no se cristianizaron fueron expulsados en 1492 y se dispersaron fundando colonias hispanas por toda Europa, Asia y Norte de África, donde siguieron cultivando su lengua y escribiendo literatura en castellano, de forma que produjeron también figuras notables como José Penso de la Vega, Miguel de Silveira, Jacob Uziel, Miguel de Barrios, Antonio Enríquez Gómez, Juan de Prado, Isaac Cardoso, Abraham Zacuto, Isaac Orobio de Castro, Juan Pinto Delgado, Rodrigo Méndez Silva o Manuel de Pina, entre otros. 
En enero de 1492 Castilla conquista Granada, con lo que finaliza la etapa política musulmana peninsular, aunque una minoría morisca habite más o menos tolerada hasta tiempos de Felipe III. Además, en octubre Colón llega a América y el afán guerrero cultivado durante las guerras medievales de la Reconquista se proyectará sobre las nuevas tierras. Conquistadores, misioneros y aventureros protagonizan, con sus arriesgadas expediciones y su sed de oro y de evangelización, «la más extraordinaria epopeya de la historia humana» según escribe el historiador Pierre Vilar. Sin embargo, y sobre todo a mediados del siglo XVI, son perseguidos o tienen que emigrar los erasmistas y los protestantes españoles, entre ellos los traductores de la Biblia al castellano, como Francisco de Enzinas, Casiodoro de Reina y Cipriano de Valera, además de los humanistas protestantes Juan Pérez de Pineda, Antonio del Corro o Juan de Luna, entre otros.
Durante el apogeo cultural y económico de esta época, España alcanzó prestigio internacional en toda Europa. Cuanto provenía de España era a menudo imitado; y se extiende el aprendizaje y estudio del idioma (véase Hispanismo).

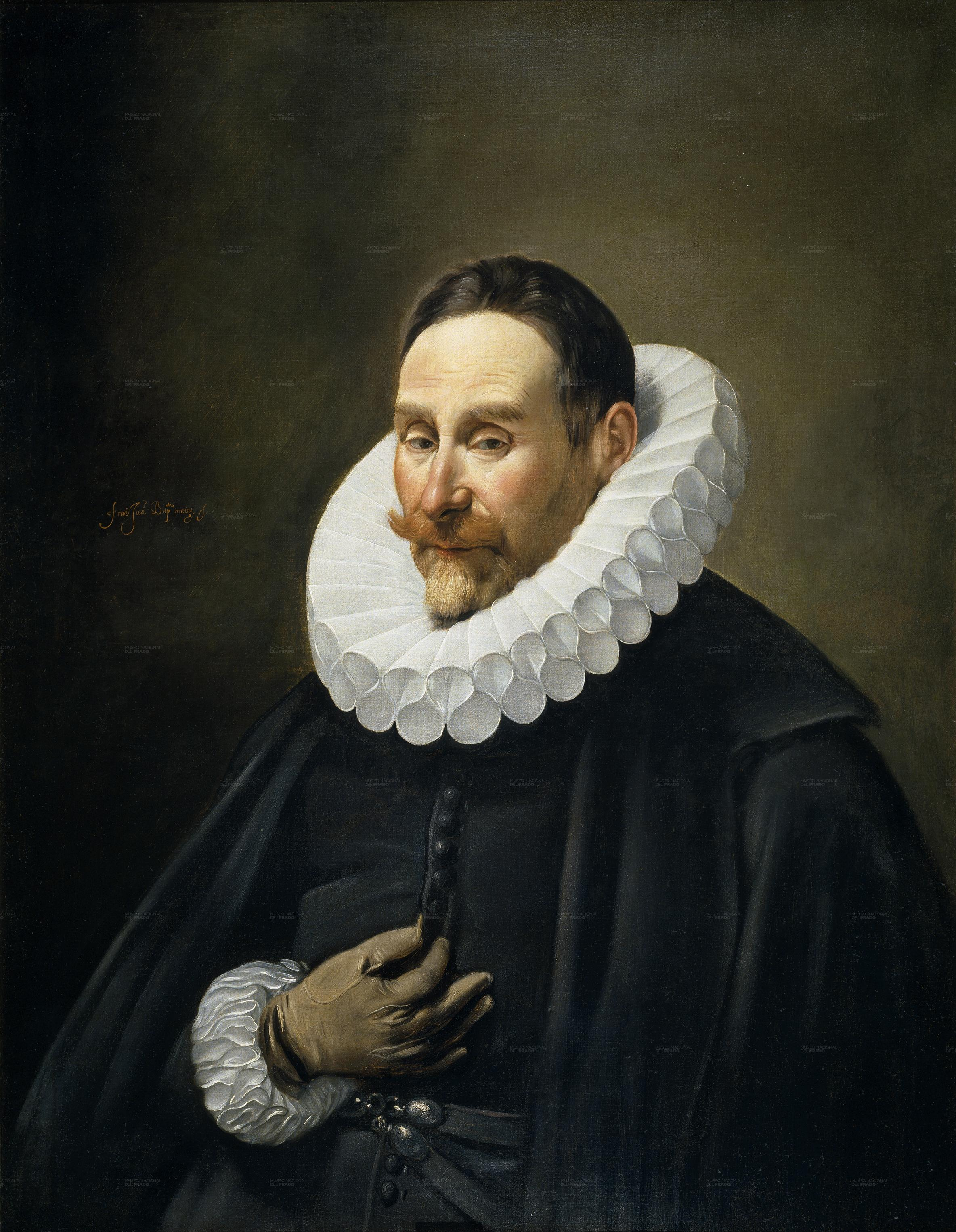
Retrato de un caballero del (1618-1623) obra de Juan Bautista Maíno, conservada en el Museo del Prado de Madrid.

Las áreas culturales más cultivadas fueron literatura, las artes plásticas, la música y la arquitectura. El saber se acumula en las prestigiadas universidades de Salamanca y Alcalá de Henares.
Las ciudades más importantes de este periodo son: Sevilla, por recibir las riquezas coloniales y a los comerciantes y banqueros europeos más importantes, Madrid, como sede de la Corte, Toledo, Valencia, Valladolid (que fue capital del Reino a comienzos del siglo XVII) y Zaragoza.

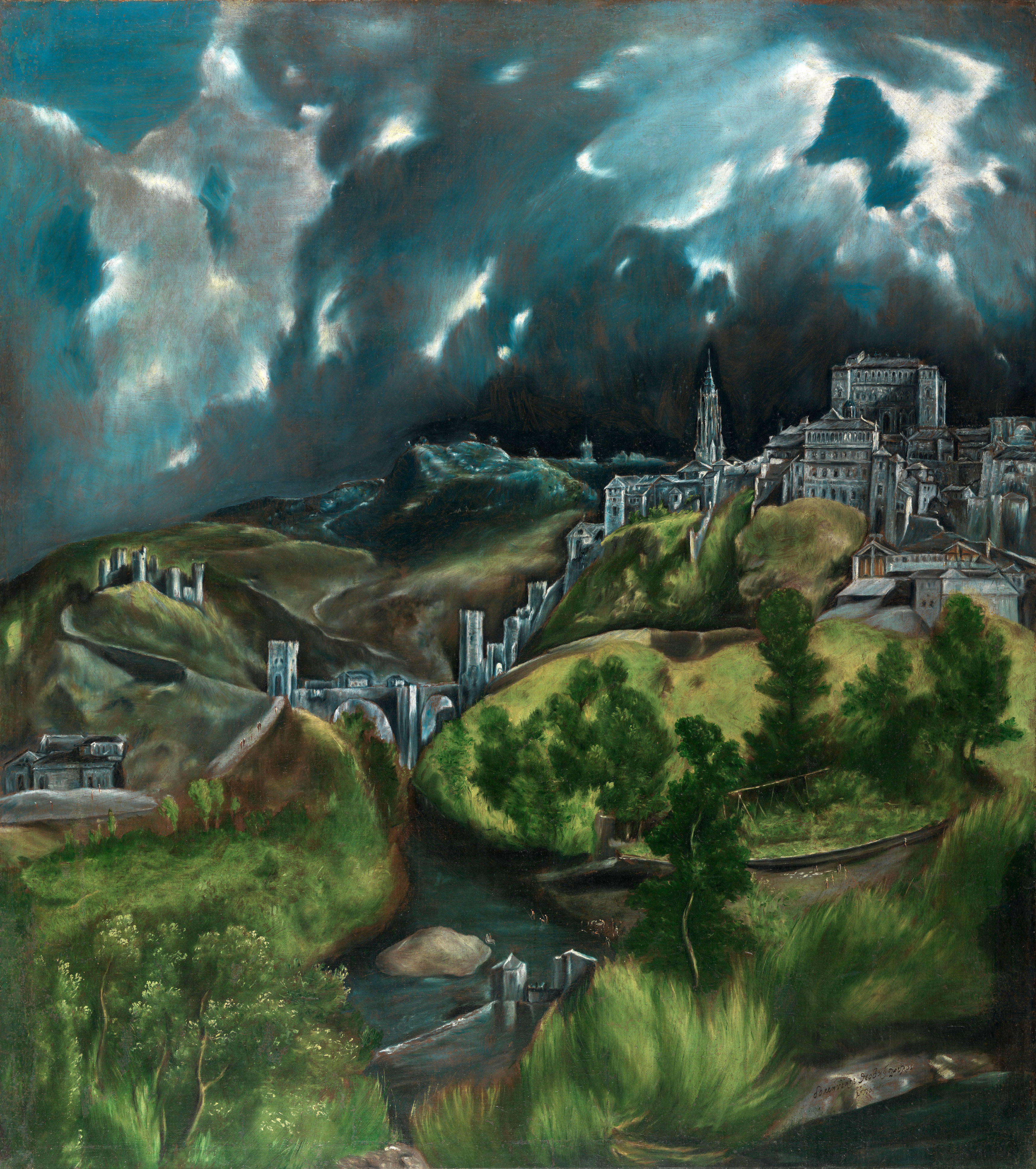
Vista de Toledo bajo una tormenta (1596), de El Greco.

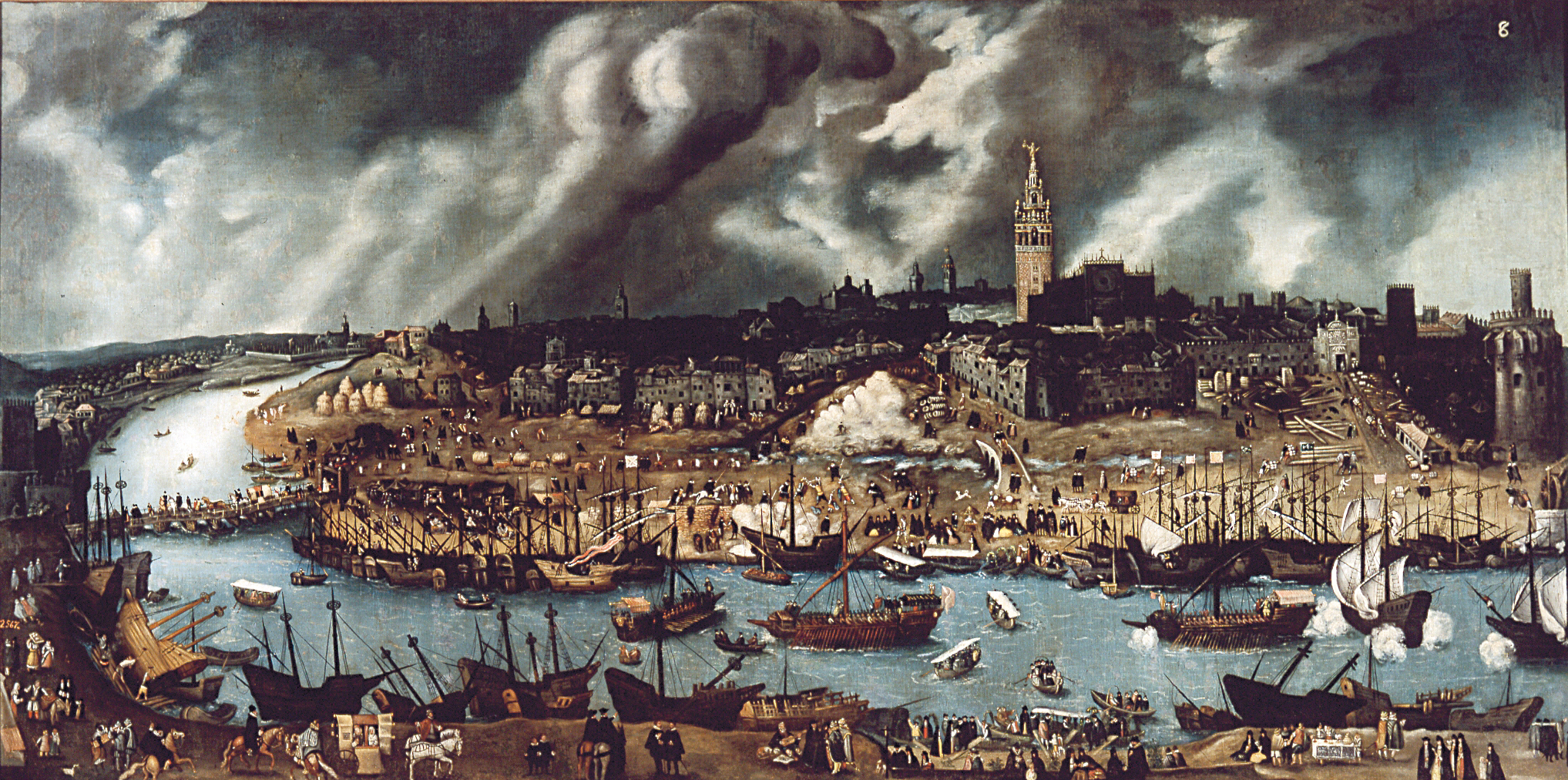
Vista de la ciudad de Sevilla desde Triana en el. A través del río Guadalquivir llegaba la Flota de Indias, que conectaba a la ciudad con los virreinatos americanos.

En el terreno de las humanidades su cultivo fue más extenso que profundo y de matiz más divulgativo que erudito, a pesar de que la filología ofreció testimonios eminentes como la Biblia políglota complutense (1520) o la Políglota de Amberes (1572), y las numerosas gramáticas y vocabularios de las lenguas indígenas recién descubiertas, obra de los numerosos frailes misioneros que evangelizaron el continente recién descubierto.

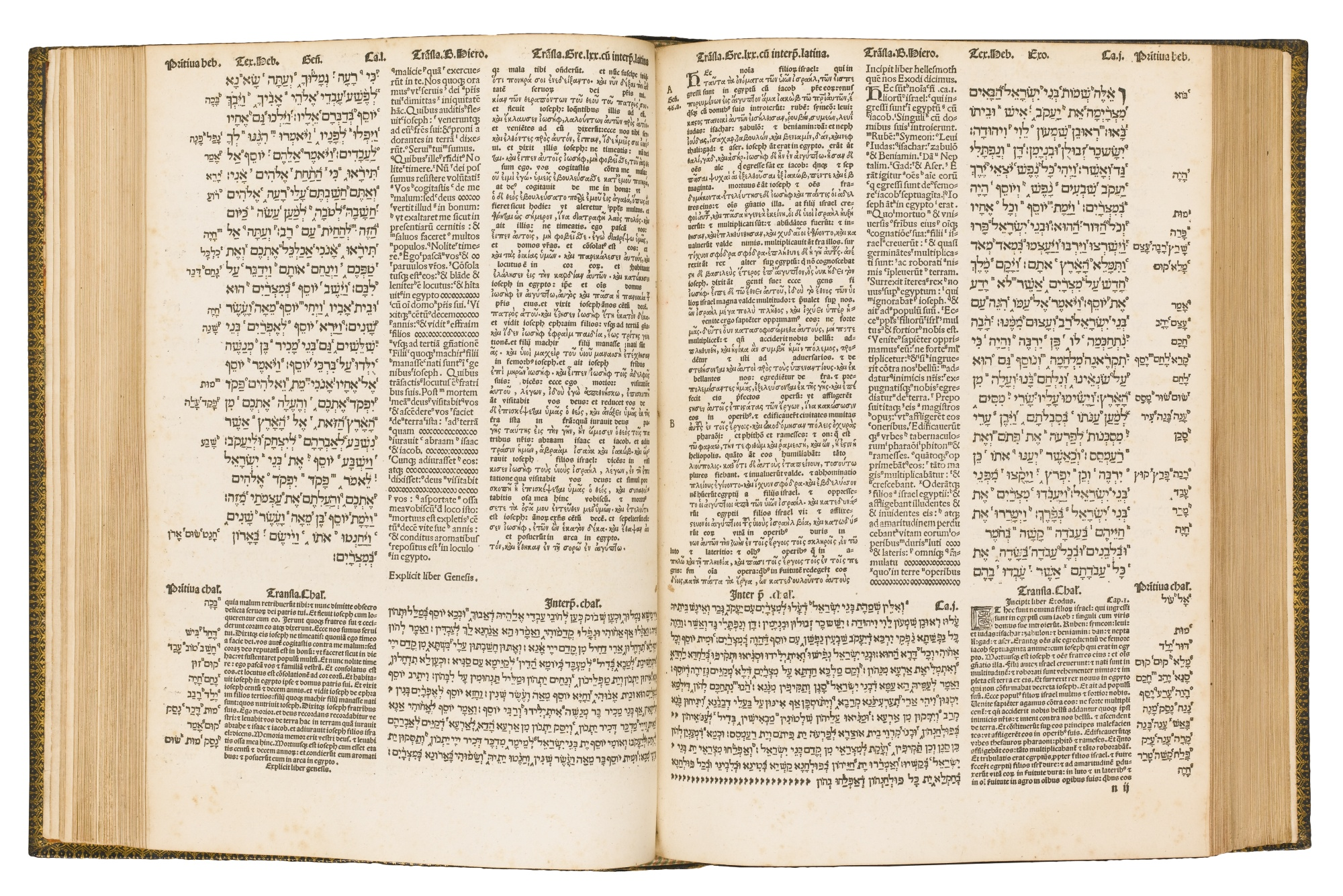
Biblia políglota complutense (1520), iniciada y financiada por el cardenal Cisneros, tratándose de la primera Biblia políglota o plurilingüe, contando con los idiomas hebreo, griego, latín y arameo.

También en el campo científico hubo avances importantes que, por ejemplo, en la agronomía, llegaron a constituir una revolución. Pues si el Viejo Mundo aportó al Nuevo la caña de azúcar, el trigo y la vid, los caballos; el Nuevo aportó al Viejo la patata, el maíz, el frijol, el cacao, el tomate, el pimiento y el tabaco. La lingüística se desarrolló notablemente con autores Francisco Sánchez de las Brozas (Minerva). Para la geografía y cartografía el cosmógrafo Martín Cortés de Albacar descubrió la declinación magnética de la brújula y el polo norte magnético, que situó entonces —se mueve a lo largo de la historia— en Groenlandia, y desarrolló el nocturlabio; su discípulo Alonso de Santa Cruz inventaría la carta esférica o proyección cilíndrica. En la antropología y las ciencias naturales (botánica, mineralogía, etc.) el descubrimiento de América proporcionó información acerca de nuevos pueblos, especies y fenómenos. Hubo también figuras eminentes en matemáticas, como Sebastián Izquierdo y su cálculo de la combinación y la permutación; Juan Caramuel, responsable del cálculo de probabilidades; Pedro Nunes, descubridor de la loxodrómica e inventor del nonio; Antonio Hugo de Omerique, Pedro Ciruelo, Juan de Rojas y Sarmiento, Rodrigo Zamorano y otros. 

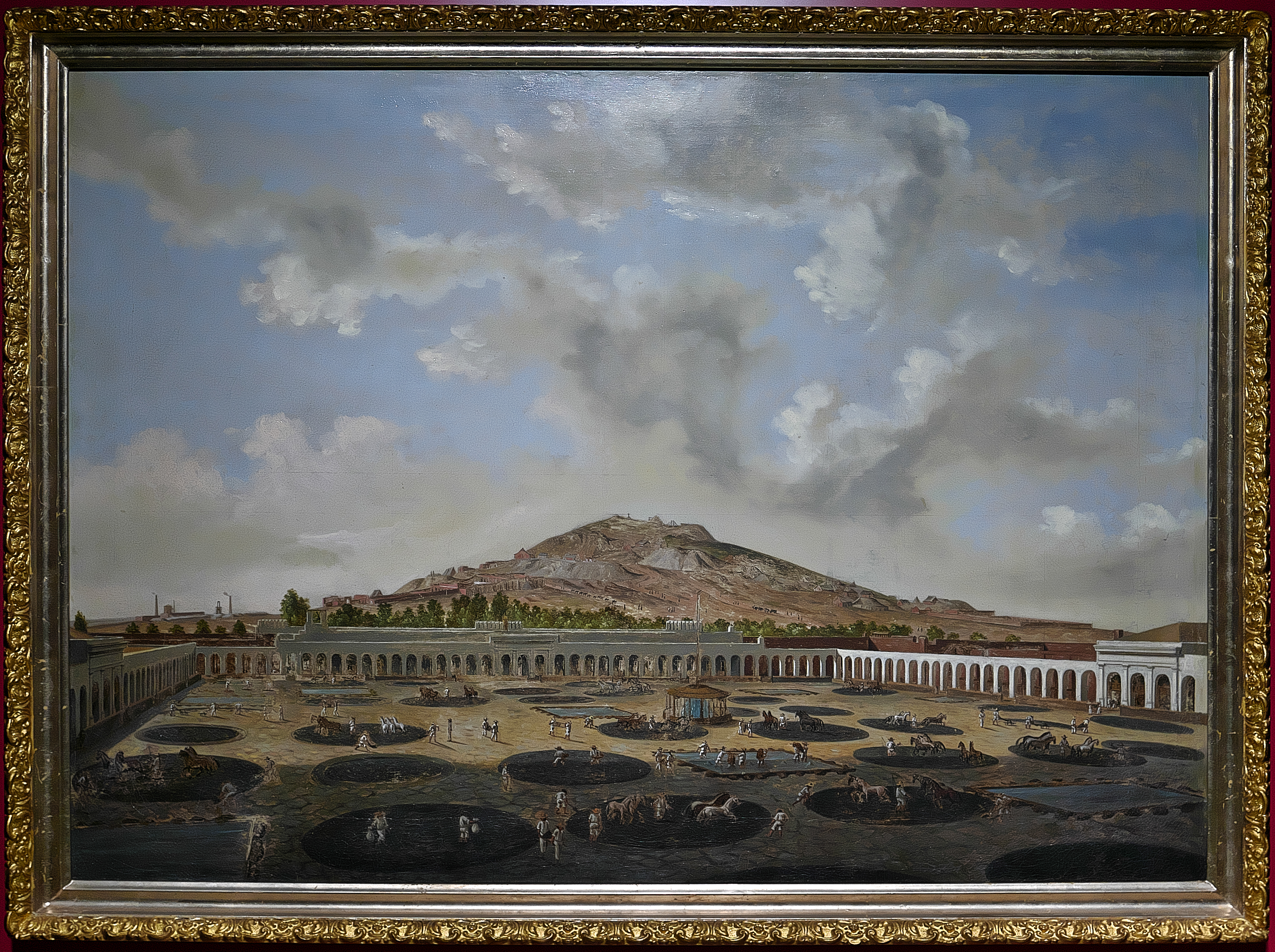
Representación de una hacienda de beneficio de la mina de Proaño en Zacatecas, utilizando el método de patios inventado por Bartolomé de Medina en el siglo XVI. Este método permitía separar la plata de otros metales utilizando mercurio y sales diversas y es un ejemplo de la aplicación práctica de los descubrimientos científicos del Siglo de Oro.

En el campo de la medicina y la farmacología cabe destacar al botánico Andrés Laguna; así como el descubrimiento por la condesa de Chinchón (1638) de las propiedades contra las fiebres y la malaria de la quina, antecesor de la quinina. En la psicología y la pedagogía cabe destacar a Juan Luis Vives y a Juan Huarte de San Juan (Examen de ingenios para las sciencias, 1575); mientras que la filosofía vio surgir los prolegómenos del Racionalismo con Francisco Sánchez el Escéptico y exponentes de la Escuela de Salamanca como Francisco Suárez. Igualmente se desarrollaron, a causa del gran impacto que tuvieron los descubrimientos de nuevos pueblos, el derecho natural y el derecho de gentes, con figuras como Bartolomé de las Casas, influyente precursor de los derechos humanos y defensor del iusnaturalismo en su De regia potestate; o Francisco de Vitoria.
El Siglo de Oro abarca dos periodos estéticos, que corresponden al Renacimiento del siglo XVI (Reyes Católicos, Carlos I y Felipe II), y al Barroco del siglo XVII (Felipe III, Felipe IV y Carlos II). El eje de estas dos épocas o fases puede ponerse en el Concilio de Trento y la Contrarreforma.

## Literatura

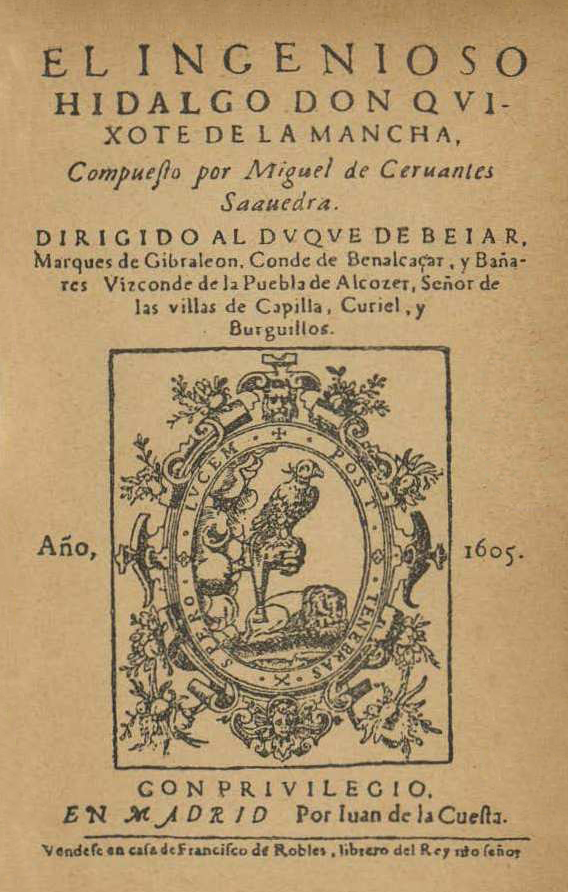
Portada de la editio princeps del El Ingenioso Hidalgo de Don Quijote de la Mancha (1605).

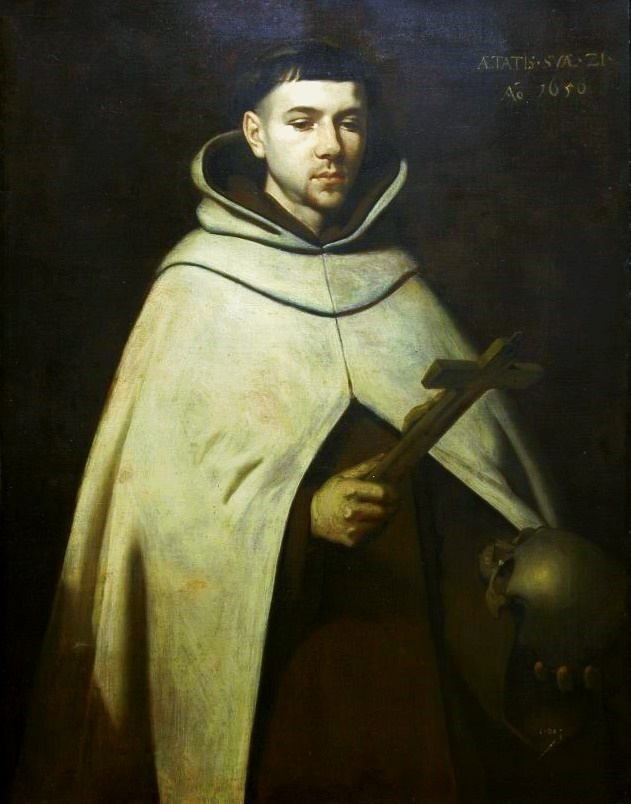
Retrato del religioso y poeta san Juan de la Cruz. Junto con santa Teresa de Jesús está considerado la cumbre de la mística experimental cristiana.

España produjo en su edad clásica algunas estéticas y géneros literarios característicos que fueron muy influyentes en el desarrollo ulterior de la literatura universal. Entre las estéticas, fue fundamental el desarrollo de una realista y popularizante, tal como se había venido fraguando durante toda la Edad Media peninsular como contrapartida crítica al excesivo, caballeresco y nobilizante idealismo del Renacimiento: se crean así géneros tan naturalistas como el celestinesco (Tragicomedia de Calisto y Melibea, Segunda Celestina, etc.), la novela picaresca (La vida de Lazarillo de Tormes, Guzmán de Alfarache, La vida del Buscón o Estebanillo González), o la proteica novela polifónica moderna (Don Quijote de la Mancha), que Cervantes definió como «escritura desatada».
A esta vulgarización literaria corresponde una subsecuente vulgarización de los saberes humanísticos mediante los populares géneros de las misceláneas o silvas de varia lección, harto leídas y traducidas en toda Europa, y entre cuyos autores más importantes se encontraban Pedro Mejía, Luis Zapata o Antonio de Torquemada.
A esta tendencia anticlásica corresponde también la fórmula de la comedia nueva creada por Lope de Vega y divulgada a través de su Arte nuevo de hacer comedias en este tiempo (1609): una explosión inigualable de creatividad dramática acompañó a Lope de Vega y sus discípulos (Juan Ruiz de Alarcón, Tirso de Molina, Guillén de Castro, Antonio Mira de Amescua, Luis Vélez de Guevara, Juan Pérez de Montalbán, entre otros), que quebrantaron como él las unidades aristotélicas de acción, tiempo y lugar. Todos los autores dramáticos de Europa acudieron luego al teatro clásico español del Siglo de Oro en busca de argumentos, una rica almoneda y cantera de temas y estructuras modernas cuyo pulimento les ofrecerá obras de carácter clásico.
A fines del siglo XVI se desarrolla notablemente la mística de mano de Juan de la Cruz, Juan Bautista de la Concepción, Juan de Ávila o Teresa de Jesús; y la ascética, con autores como Luis de León y Luis de Granada, para entrar decaer en el siglo XVII tras una última corriente innovadora, el quietismo de Miguel de Molinos.
Muchos de los temas literarios del siglo XVI provenían de la rica y pluricultural tradición medieval, árabe y hebrea, del romancero y de la impronta italianizante de la cultura española —a causa de la presencia política del reino español en la península itálica durante bastante tiempo—. Por otra parte, géneros dramáticos como el entremés y la novela cortesana introdujeron también la estética realista en los corrales de comedias, y aun la comedia de capa y espada tenía su representante popular en la figura del gracioso.
A esta corriente de realismo popularizador sucedió una reacción religiosa, nobiliaria y cortesana de signo Barroco que también hizo notables aportaciones estéticas, pero que ya correspondía a una época de crisis política, económica y social. Al lenguaje claro y popular del siglo XVI, el castellano vivo, creador y en perpetua ebullición de Bernal Díaz del Castillo y Santa Teresa sucederá la lengua más oscura, enigmática y cortesana del Barroco. Y así resulta la paradoja de que la literatura española del Renacimiento de hace cinco siglos es más clara, legible y entendible que la literatura del Barroco de hace tan solo cuatro.
En efecto, la lengua literaria del siglo XVII se enrarece con las estéticas del conceptismo y del culteranismo, cuyo fin era elevar lo noble sobre lo vulgar, intelectualizando el arte de la palabra; la literatura se transforma en una especie de escolástica, en un juego o un espectáculo cortesano, aunque las producciones moralizantes y por extremo ingeniosas de un Francisco de Quevedo y un Baltasar Gracián distorsionan la lengua, aportándole más flexibilidad expresiva y una nueva cantera de vocablos (cultismos). El lúcido Pedro Calderón de la Barca crea la fórmula del auto sacramental, que supone la vulgarización antipopular y esplendorosa de la teología, en deliberada antítesis con el entremés, que, sin embargo, todavía sigue teniendo curso; pues estos autores todavía son deudores y admiradores de los autores del siglo XVII, a los que imitan conscientemente, aunque para no repetirse refinan sus fórmulas y estilizan cortesanamente lo que otros ya crearon, de forma que se perfeccionan temas y fórmulas dramáticas ya usadas por otros autores anteriores. La escuela de Calderón proseguirá con este modelo, que continuarán y cerrarán definitivamente, a comienzos del siglo XVIII, José de Cañizares y Antonio de Zamora.

### Poesía

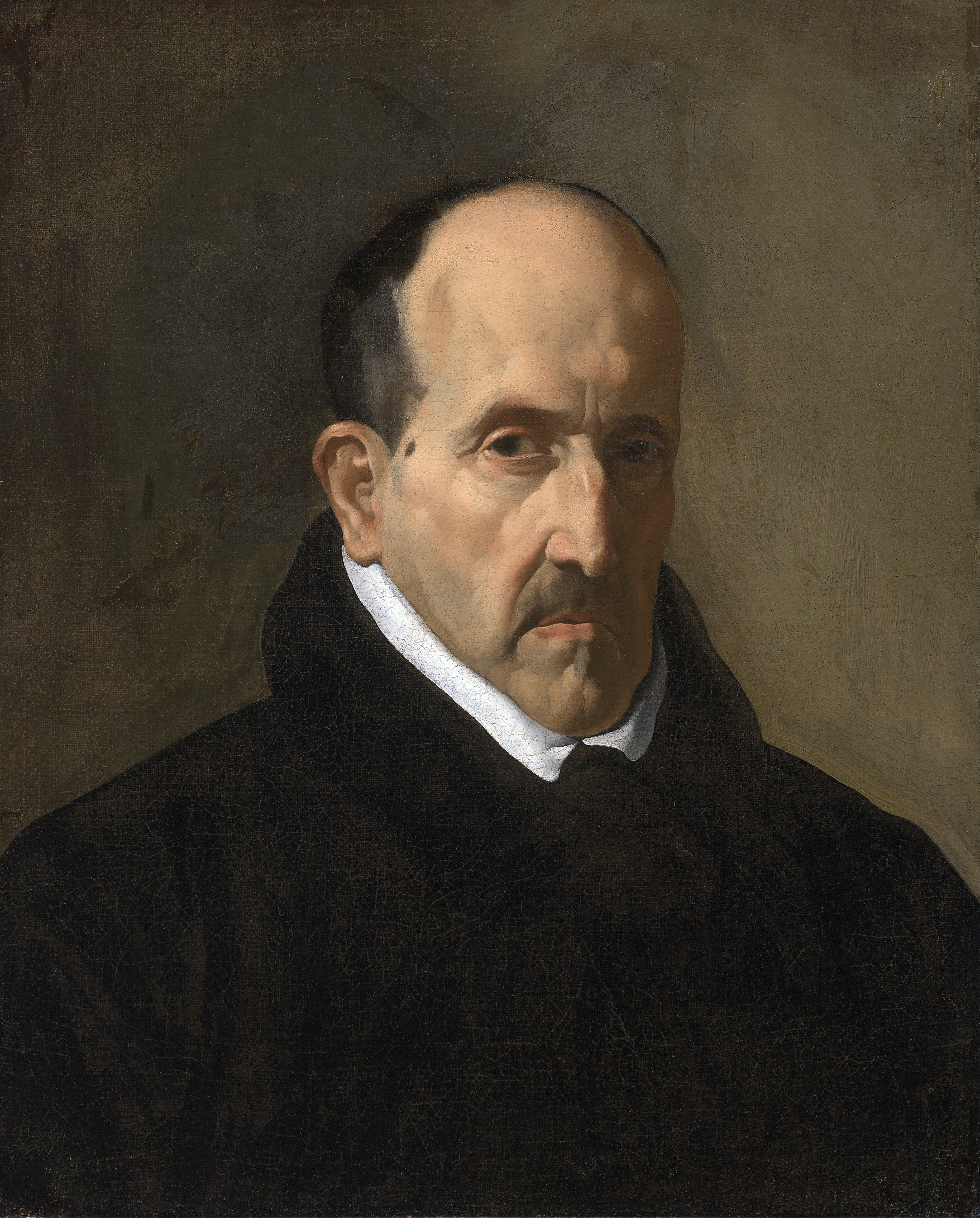
Retrato del escritor Luis de Góngora por Diego Velázquez. Su rivalidad con Quevedo ejemplificaría el choque de las dos principales corrientes literarias del momento: el culteranismo y el conceptismo. Museo de Bellas Artes de Boston, 1620.

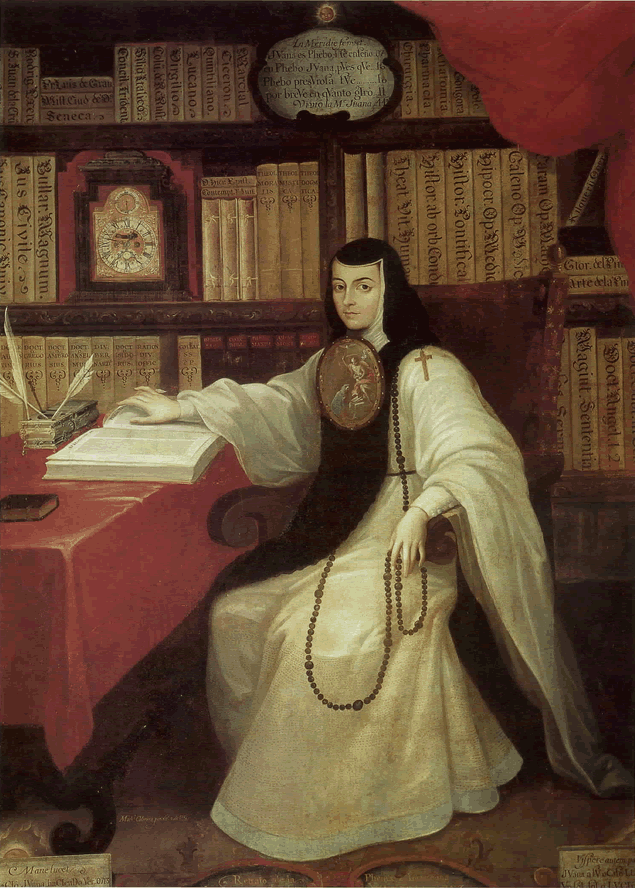
Retrato de la poetisa novohispana Juana de Asbaje y Ramírez, más conocida como sor Juana Inés de la Cruz, por Miguel Cabrera (c. 1750). Museo Nacional de Historia de México.

España experimentó una gran ola de italianismo que invadió la literatura y las artes plásticas durante el siglo XVI, lo que constituye uno de los rasgos de identidad del Renacimiento: Garcilaso de la Vega, Juan Boscán y Diego Hurtado de Mendoza introdujeron el verso endecasílabo italiano y el estrofismo y los temas del petrarquismo; Boscán escribió el manifiesto de la nueva escuela en la Epístola a la duquesa de Soma y tradujo El cortesano de Baltasar de Castiglione, ideal del caballero renacentista ducho en las armas y las letras a la vez, en perfecta prosa castellana. Contra estos se levantó una corriente nacionalista encabezada por el nostálgico Cristóbal de Castillejo, residente en Viena, o Ambrosio Montesino, partidarios ambos del octosílabo, de las coplas castellanas y de la inspiración popular; todos eran, sin embargo, renacentistas.
En la segunda mitad del siglo XVI la tendencia italiana y la autóctona castellana coexistieron y se desarrolló la ascética y la mística, alcanzándose cumbres como las que representan san Juan de la Cruz, santa Teresa de Jesús y Luis de León, entre muchas otras que merecerían larga reseña; Ignacio de Loyola crea la Compañía de Jesús, que instruirá a grandes eruditos por toda Europa en todos los órdenes del conocimiento y además fomentará el estudio de las lenguas clásicas. El petrarquismo siguió siendo cultivado por autores como Fernando de Herrera, y un grupo de jóvenes nuevos autores comenzó a desarrollar un Romancero nuevo, a veces de tema morisco: Lope de Vega, quien desarrollará además un culto casticismo a través de sus diversos cancioneros (Rimas, Rimas sacras, La Circe, La Filomela, Rimas humanas y divinas...) Luis de Góngora y Miguel de Cervantes, entre otros; el mejor poema de épica culta en español fue compuesto en esta época por Alonso de Ercilla: La Araucana, que narra la conquista de Chile por los españoles. En 1584, año de publicación de La Araucana, Francisco Hernández Blasco dio a luz otro extenso poema épico en estancias de asunto evangélico, la Universal redención, que tendría numerosas ediciones posteriores y notable éxito. Entre las figuras excepcionales de la lírica aparecen poetas tan interesantes como Francisco de Aldana, Andrés Fernández de Andrada, autor de la serena y meditativa Epístola moral a Fabio, los hermanos Bartolomé y Lupercio Leonardo de Argensola, Fernando de Herrera, Francisco de Medrano, Francisco de Rioja, Rodrigo Caro, Baltasar del Alcázar o Bernardo de Balbuena, quien en 1624 dará al mundo la segunda gran epopeya culta en español, El Bernardo o Victoria de Roncesvalles.

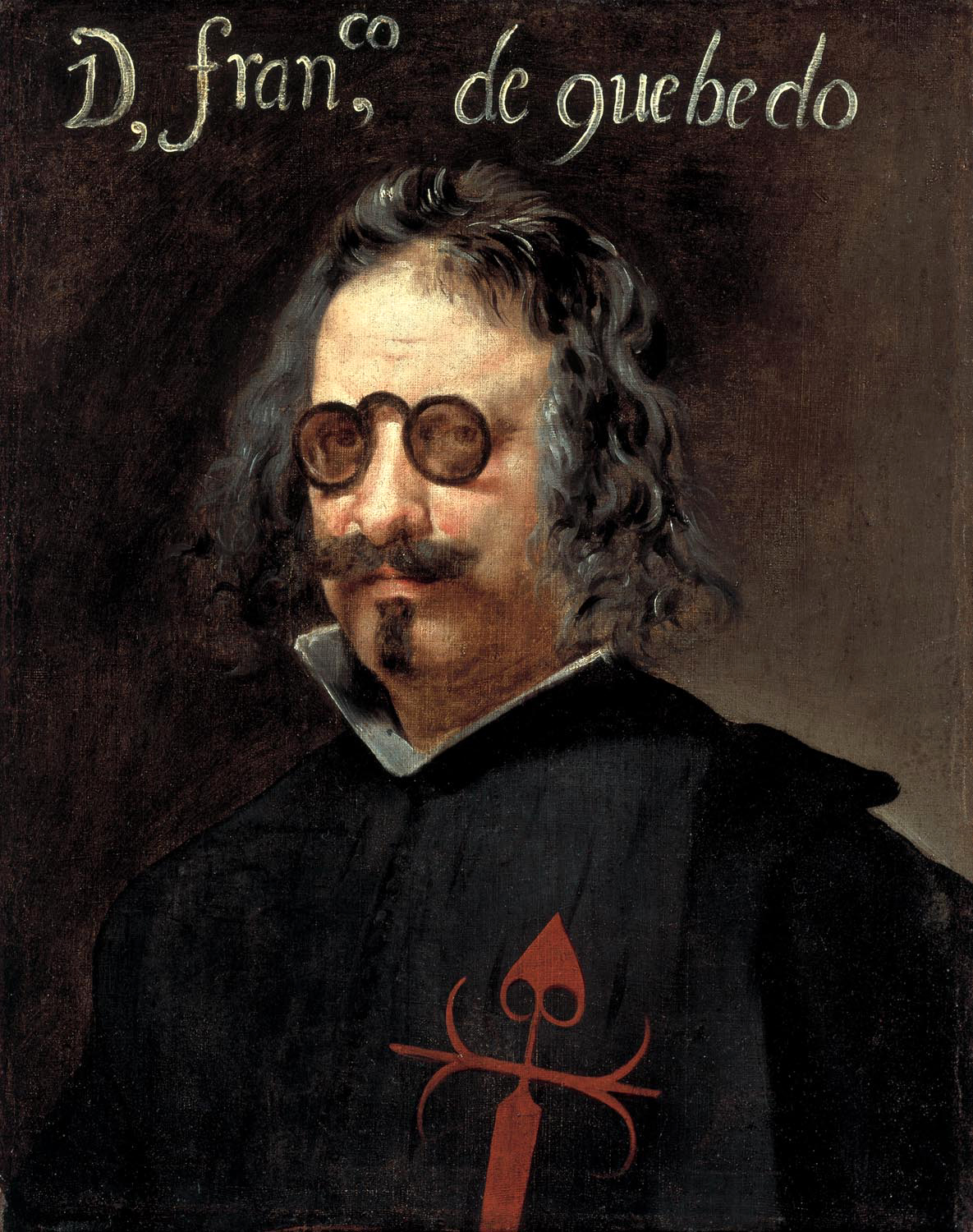
Retrato del escritor Francisco de Quevedo, máximo exponente del conceptismo, vestido como caballero de la Orden de Santiago. Instituto Valencia de Don Juan, mediados del.

Posteriormente, durante el siglo XVII, la expresión literaria fue dominada por los movimientos estéticos del conceptismo y del culteranismo, expresado el primero en la poesía de Francisco de Quevedo, principalmente satírica, moral y filosófico-existencial, y el segundo en la lírica de Luis de Góngora (los Sonetos, la Fábula de Polifemo y Galatea y sobre todo sus Soledades). El conceptismo se distinguía por la economía en la forma, a fin de expresar el máximo significado en un mínimo de palabras; esta complejidad se expresaba sobre todo en paradojas y elipsis. El culteranismo, por el contrario, extendía la forma de un significado mínimo y se distinguía por la complejidad sintáctica, por el uso constante del hipérbaton, que hace muy difícil la lectura, y por la profusión de los elementos ornamentales y culturalistas en el poema, que debía descifrarse como un enigma. Ambos parecen sin embargo las caras de una misma moneda que intentaba aquilatar la expresión para hacerla más difícil y cortesana. Luis de Góngora atrajo a su estilo a poetas importantes de personalidad muy acusada, como el Conde de Villamediana, Gabriel Bocángel, sor Juana Inés de la Cruz o Juan de Jáuregui, mientras que el conceptismo tuvo a seguidores más templados, como el Conde de Salinas o imbuidos de un culto casticismo, como Lope de Vega o Bernardino de Rebolledo.

### Teatro

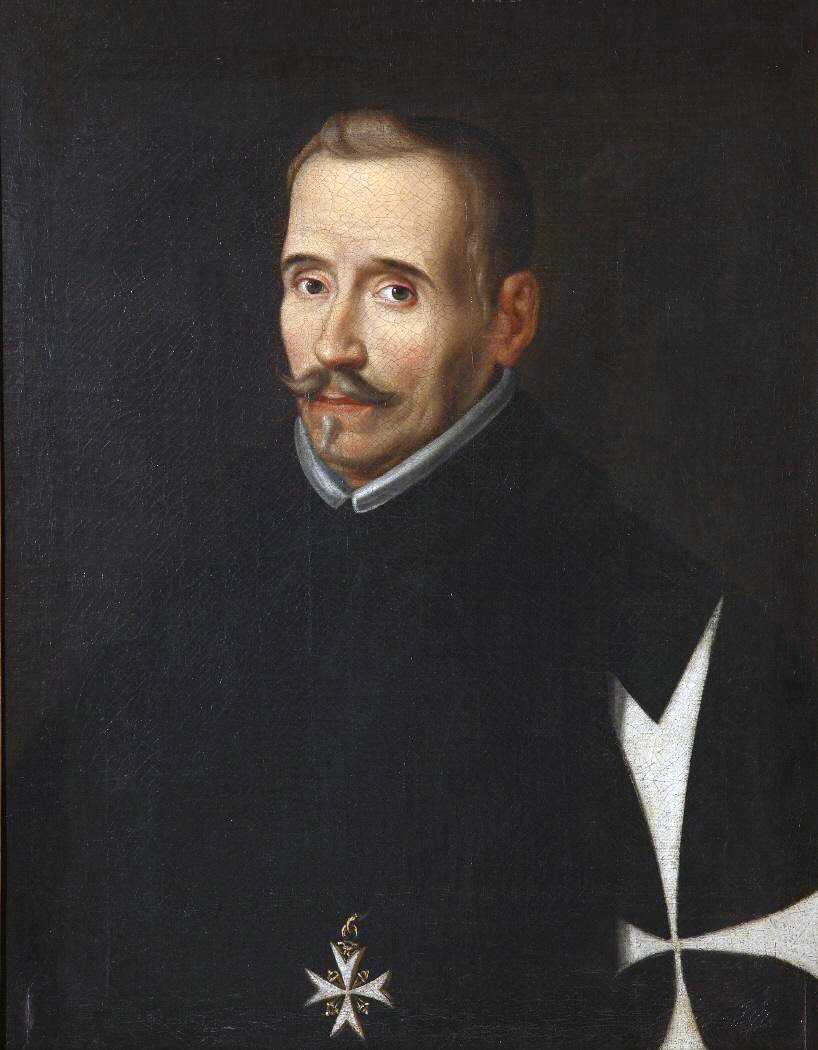
Retrato del poeta y dramaturgo Lope de Vega y Carpio. Museo Lázaro Galdiano, comienzos del.

En el Siglo de Oro el «monstruo de naturaleza», como lo llamó Cervantes, fue Lope de Vega, también conocido como «el Fénix de los Ingenios», autor de más de cuatrocientas obras teatrales, así como de novelas, poemas épicos, narrativos y varias colecciones de poesía lírica profana, religiosa y humorística. Lope destacó como consumado maestro del soneto. Su aportación al teatro universal fue principalmente una portentosa imaginación, de la que se aprovecharon sus contemporáneos, sucesores españoles y europeos extrayendo temas, argumentos, motivos y toda suerte de inspiración. Su teatro, polimétrico, rompe con las unidades de acción, lugar, tiempo, y también con la de estilo, mezclando lo trágico con lo cómico. Expuso su peculiar arte dramático en su Arte nuevo de hacer comedias en este tiempo (1609). Flexibilizó las normas clasicistas del aristotelismo para adecuarse a su tiempo y abrió con ello las puertas a la renovación del arte dramático. También creó el molde de la llamada comedia de capa y espada. En comedia palatina, fue el autor que más recurrió a la ambientación en el Reino de Hungría, recurso que se convertiría en frecuente en la literatura de la época. El ciclo de comedias húngaras de Lope consta de alrededor de veinte obras.
Junto a él, destacan sus discípulos Guillén de Castro, que prescinde del personaje cómico del gracioso y elabora grandes dramas caballerescos sobre el honor junto a comedias de infelicidad conyugal o tragedias en las que se trata el tiranicidio; Juan Ruiz de Alarcón, que aportó su gran sentido ético de crítica de los defectos sociales y una gran maestría en la caracterización de los personajes; Luis Vélez de Guevara, al que se le daban muy bien los grandes dramas históricos y de honor; Antonio Mira de Amescua, muy culto y fecundo en ideas filosóficas, y Tirso de Molina, maestro en el arte de complicar diabólicamente la trama y crear caracteres como el de Don Juan en El burlador de Sevilla y convidado de piedra.
Pueden citarse como obras maestras representativas del teatro áureo español la Numancia de Miguel de Cervantes, un sobrio drama heroico nacional; de Lope, El caballero de Olmedo, drama poético al borde mismo de lo fantástico y lleno de resonancias celestinescas; Peribáñez y el Comendador de Ocaña, antecedente del drama rural español; El perro del hortelano, deliciosa comedia donde una mujer noble juguetea con las intenciones amorosas de su plebeyo secretario, La dama boba, donde el amor perfecciona a los seres que martiriza, y Fuenteovejuna, drama de honor colectivo, entre otras muchas piezas donde siempre hay alguna escena genial.

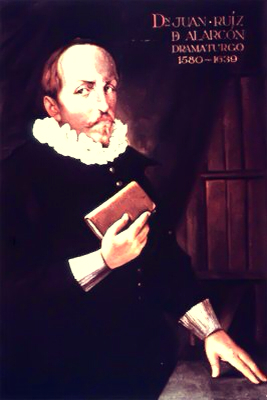
Retrato del dramaturgo Juan Ruiz de Alarcón y Mendoza, prolífico en el género de la comedia de carácter. Templo de santa Prisca de Taxco,.

Las mocedades del Cid de Guillén de Castro, inspiración para el famoso «conflicto cornelliano» de Le Cid de Pierre Corneille; Reinar después de morir de Luis Vélez de Guevara, sobre el tema de Inés de Castro, que pasó con esta obra al drama europeo; La verdad sospechosa y Las paredes oyen, de Juan Ruiz de Alarcón, que atacan los vicios de la hipocresía y la maledicencia y sirvieron de inspiración para Molière y otros comediógrafos franceses; El esclavo del demonio de Antonio Mira de Amescua, sobre el tema de Fausto; La prudencia en la mujer, que explora el tema de la traición reiterada y donde aparece el recio carácter de la reina regente María de Molina, y El burlador de Sevilla, de Tirso de Molina, sobre el tema del donjuán y la leyenda del convidado de piedra.
El otro gran dramaturgo áureo en crear una escuela propia fue Calderón de la Barca; sus personajes son fríos razonadores y con frecuencia obsesivos; su versificación reduce conscientemente el repertorio métrico de Lope de Vega y también el número de escenas, porque las estructuras dramáticas están más cuidadas y tienden a la síntesis; se preocupa también más que Lope por los elementos escenográficos y refunde comedias anteriores, corrigiendo, suprimiendo, añadiendo y perfeccionando; es un maestro en el arte del razonamiento silogístico y utiliza un lenguaje abstracto, retórico y elaborado que sin embargo supone una vulgarización comprensible del culteranismo; destaca en especial en el auto sacramental, género alegórico que se avenía con sus cualidades y llevó a su perfección, y también en la comedia.

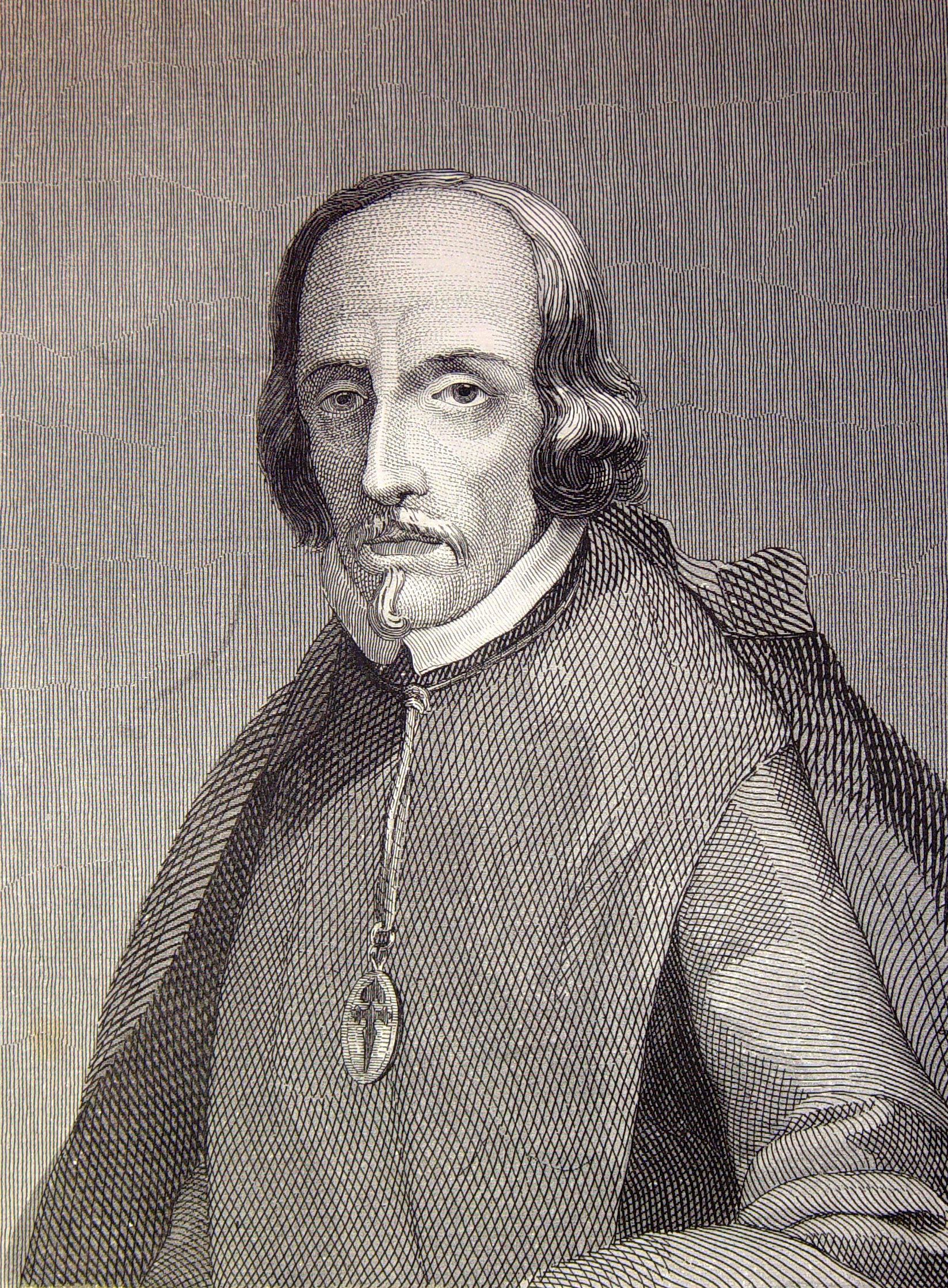
Retrato del escritor Pedro Calderón de la Barca, destacado en el género del teatro. Grabado de Las glorias nacionales (1852), Universidad de Sevilla.

De Calderón destacan obras maestras como La vida es sueño, sobre los temas del libre albedrío y el destino; El príncipe constante, donde aparece una concepción existencial de la vida; las dos partes de La hija del aire, la gran tragedia de la ambición en la persona de la reina Semíramis; los grandes dramas de honor sobre personajes enloquecidos por los celos, como El mayor monstruo del mundo, El médico de su honra o El pintor de su deshonra. De entre sus comedias destacan La dama duende, y cultivó asimismo dramas mitológicos como Céfalo y Procris, de los que él mismo sacó la comedia burlesca del mismo título; también, autos sacramentales como El gran teatro del mundo o El gran mercado del mundo que sugestionaron la imaginación de los románticos ingleses y alemanes.
Tuvo por discípulos e imitadores de estas cualidades a una serie de autores que refundieron obras anteriores de Lope o sus discípulos puliéndolas y perfeccionándolas: Agustín Moreto, maestro del diálogo y la comicidad cortesana; Francisco de Rojas Zorrilla, tan dotado para la tragedia como para la comedia; Antonio de Solís, también historiador y propietario de una prosa que ya es neoclásica, o Francisco Bances Candamo, teorizador sobre el drama, entre otros no menos importantes.
Entre sus discípulos tenemos las comedias clásicas de Agustín Moreto, como la comedia palatina El desdén, con el desdén, la de figurón El lindo don Diego y el drama religioso San Franco de Sena, que remite a El condenado por desconfiado de Tirso de Molina; Francisco de Rojas Zorrilla con la comedia de figurón Entre bobos anda el juego, el drama de honor Del rey abajo ninguno y la deliciosa y moderna comedia Abre el ojo. De Antonio de Solís, El amor al uso y Un bobo hace ciento; de Francisco Bances Candamo, las tragedias políticas El esclavo en grillos de oro y La piedra filosofal.
Otro género teatral importante, y a veces descuidado por la crítica, es el entremés, donde mejor y con más objetividad puede estudiarse la sociedad española durante el Siglo de Oro. Se trata de una pieza cómica en un acto, escrita en prosa o verso, que se intercalaba entre la primera y la segunda jornada de las comedias. Corresponde a la farsa europea, y en él destacaron autores como Luis Quiñones de Benavente y Miguel de Cervantes, entre otros.

### Prosa

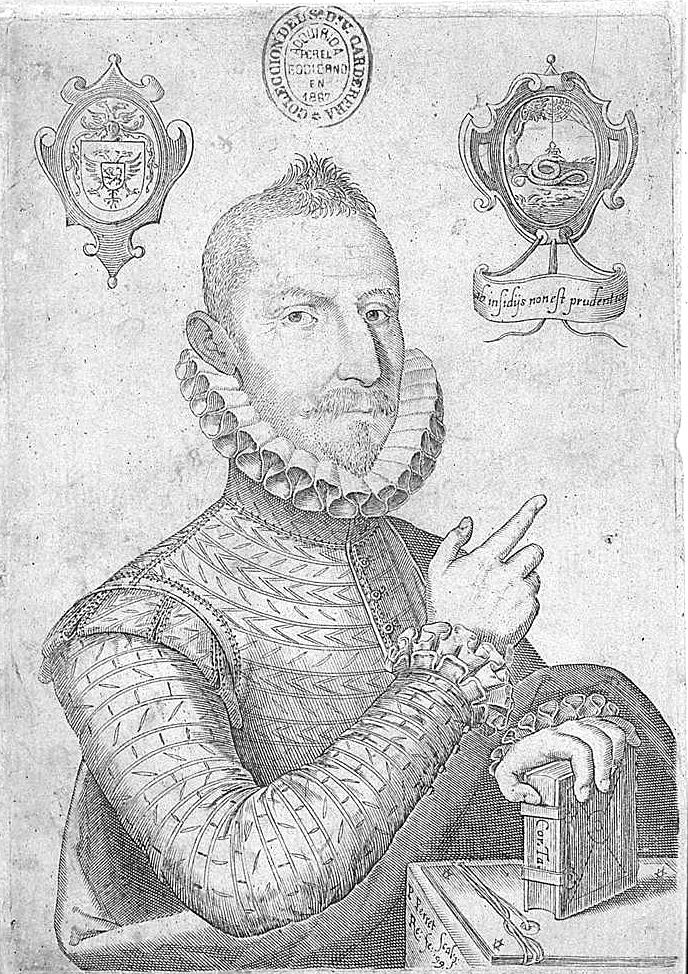
Retrato del escritor Mateo Alemán, conocido por su novela Guzmán de Alfarache. Grabado de la editio princeps de dicha obra (1599).

La prosa en el Siglo de Oro ostenta géneros y autores que han pasado a la historia de la literatura universal. La conquista de América dio lugar al género de las Crónicas, entre las que podemos encontrar algunas obras maestras, como las de Bartolomé de las Casas, el Inca Garcilaso de la Vega, Bernal Díaz del Castillo, Antonio de Herrera y Tordesillas y Antonio de Solís. También son espléndidas algunas autobiografías de soldados, como las de Alonso de Contreras o Diego Duque de Estrada. La primera obra maestra fue sin duda La Celestina, pieza teatral irrepresentable y originalísima obra de un desconocido autor y de Fernando de Rojas, que, junto a sus continuaciones por parte de otros autores (el llamado género celestinesco) o sus imitaciones libres (entre ellas la portentosa La Lozana andaluza (1528), obra maestra de Francisco Delicado) marcó para siempre el Realismo en una parte esencial de la literatura española, cuya riqueza abona también ficciones caballerescas tan maravillosas y fantásticas como los libros de caballerías, menos leídos en la actualidad de lo que merecen, habida cuenta de que figuran entre sus piezas más destacadas novelas como Tirante el Blanco, escrita en valenciano, Amadís de Gaula o el Palmerín de Inglaterra; un autor característico del género fue Feliciano de Silva.

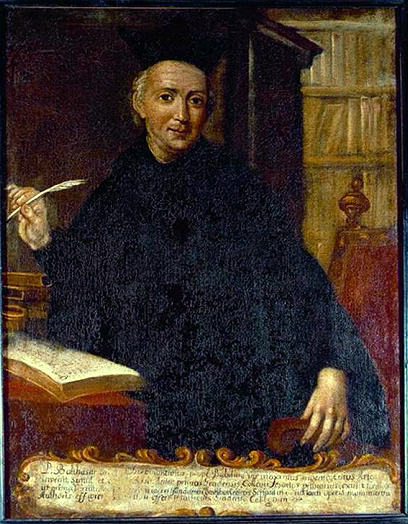
Baltasar Gracián, jesuita y escritor adscrito al conceptismo, destacó por su obra El Criticón, alegoría de la vida humana.

La novela sentimental se abre y se cierra en medio siglo con dos obras maestras: Cárcel de amor (1492) de Diego de San Pedro y Proceso de cartas de amores (1548), una novela epistolar de Juan de Segura (1548). Junto a estas hay que hablar también de otras dos obras maestras del género de la novela morisca: la Historia del Abencerraje y de la hermosa Jarifa (1565) y Ozmín y Daraja de Mateo Alemán (1599).
La novela picaresca tiene entre sus máximas creaciones, obras maestras como el anónimo Lazarillo de Tormes (1554), una sátira anticlerical y descarnada de las ínfulas de nobleza y el sentido de la honra de la clase alta; Vida del pícaro Guzmán de Alfarache (1599 y 1604) de Mateo Alemán, pesimista reflexión sobre el destino humano; la Vida del escudero Marcos de Obregón (1618) de Vicente Espinel, llena por el contrario de alegría de la vida; La vida del Buscón (1604-1620) de Francisco de Quevedo, una obra maestra del humor y del lenguaje conceptista, la anticlerical Segunda parte de la vida de Lazarillo (1620) del protestante Juan de Luna, y la obra de enigmática autoría Estebanillo González (1646), que ofrece una visión espléndida de la decadencia de España en el escenario europeo, y de la Guerra de los Treinta Años. La novela cortesana suministró las obras maestras que constituyen las Novelas ejemplares (1613) de Miguel de Cervantes, cada una en sí misma un experimento narrativo; su inmortal Don Quijote de la Mancha (1605 y 1615), de la que habría que escribir capítulo aparte a causa de la riqueza de los contenidos y cuestiones que plantea, que viene a ser la primera novela polifónica de la literatura europea. La novela pastoril cuenta con obras maestras como las Dianas de Jorge de Montemayor (1559 y 1604) y de Gaspar Gil Polo (1564), La constante Amarilis (1607) de Cristóbal Suárez de Figueroa o Siglo de Oro en las selvas de Erifile (1608) de Bernardo de Balbuena. La novela bizantina cuenta con ejemplos como El peregrino en su patria (1634) de Lope de Vega, quien realiza la hazaña de incluir todas sus aventuras en la Península, el Persiles (1617) de Cervantes o el León prodigioso (1634) de Cosme Gómez Tejada de los Reyes.
Novela filosófica emparentada con este género es el Criticón (1651, 1653 y 1657), de Baltasar Gracián, alegoría de la vida humana. La prosa doctrinal, en ciernes ensayística, tiene por autores modélicos a Pero Mexía, Luis Zapata, Antonio de Guevara (Epístolas familiares, 1539, Relox de príncipes, 1539), Luis de León (De los nombres de Cristo), San Juan de la Cruz (Comentarios al Cántico espiritual y otros poemas), Francisco de Quevedo (Marco Bruto y Providencia de Dios) y Diego Saavedra Fajardo (República literaria y Corona gótica).

### Trascendencia

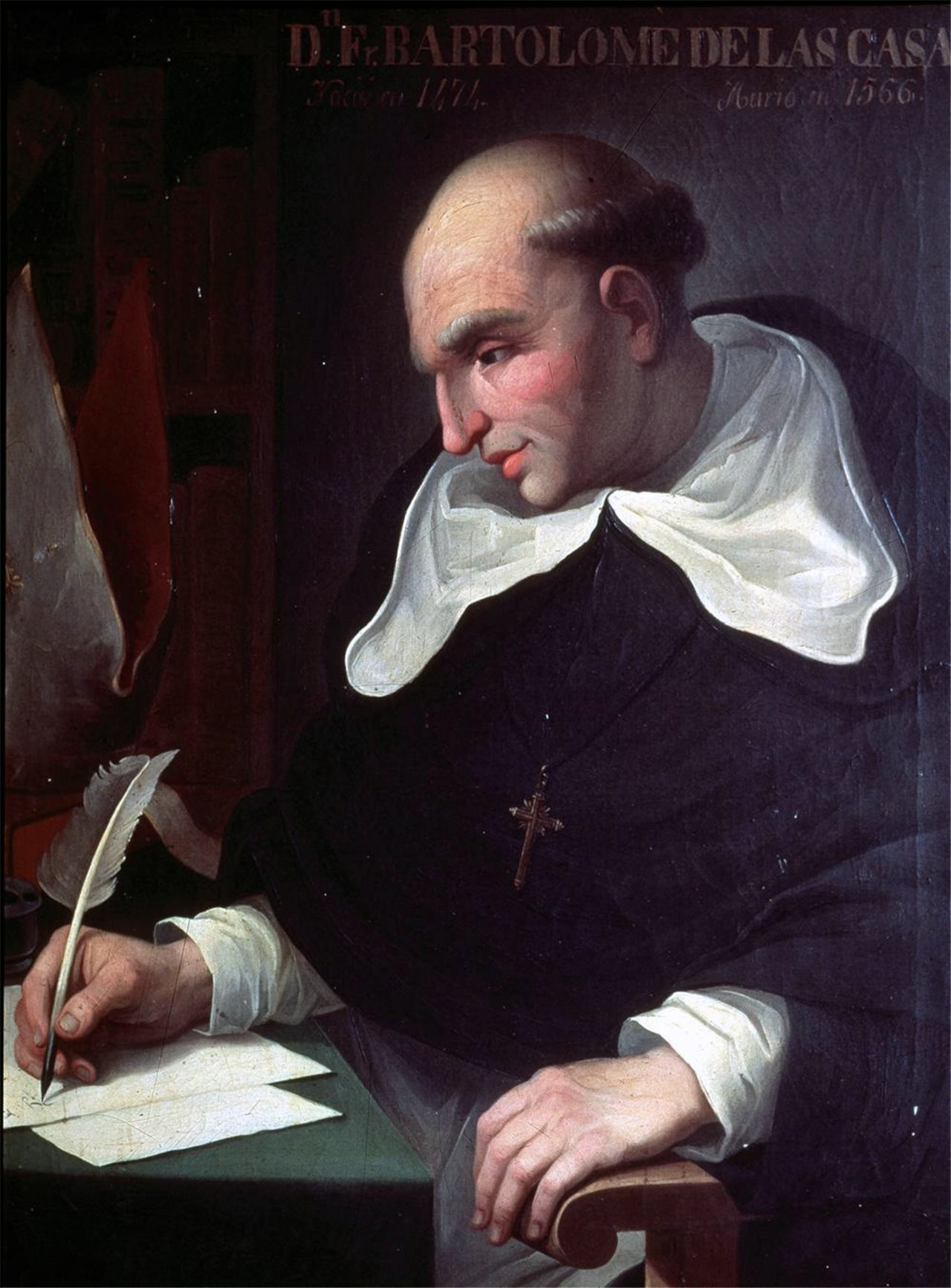
Retrato de fray Bartolomé de las Casas, quien protagonizó en 1550 un debate ante una junta de teólogos y juristas en el Colegio de San Gregorio de Valladolid, acerca la moralidad de la conquista y dominio de América, junto con otros intelectuales como Domingo de Soto, Melchor Cano, Pedro de la Gasca o el Arzobispo Carranza. Se le considera un precursor de los Derechos Humanos.

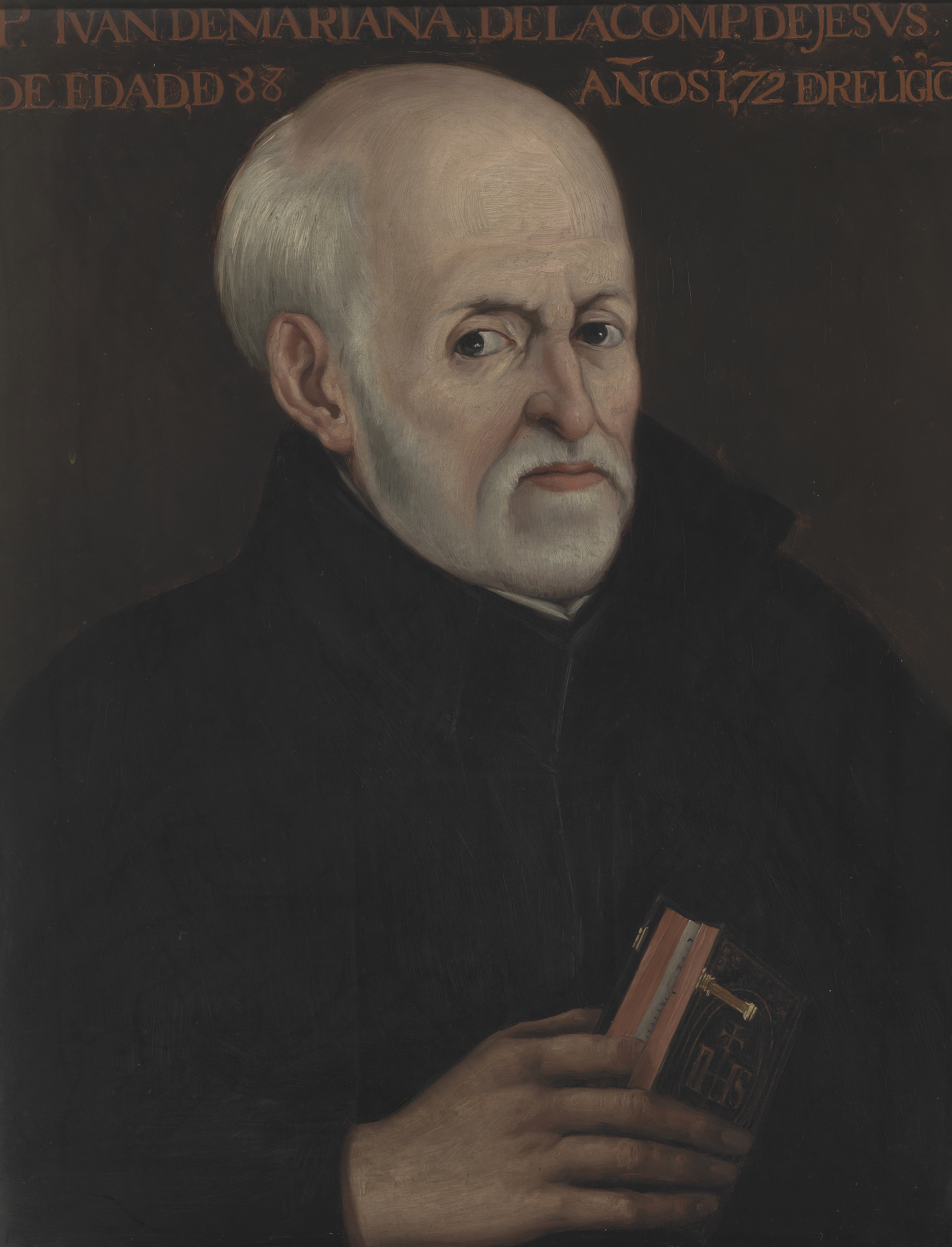
Retrato del jesuita Juan de Mariana, autor de De rege et regis institutione (1599), ensayo en el que defiende la legitimidad de una revolución o de la ejecución de un rey si actúa de forma tiránica y contraria al interés del pueblo, lo que la convirtió en una de las obras más escandalosas de la Europa del. Fue relacionada con el asesinato del rey Enrique IV de Francia (1610) y con la Revolución Francesa (1789).

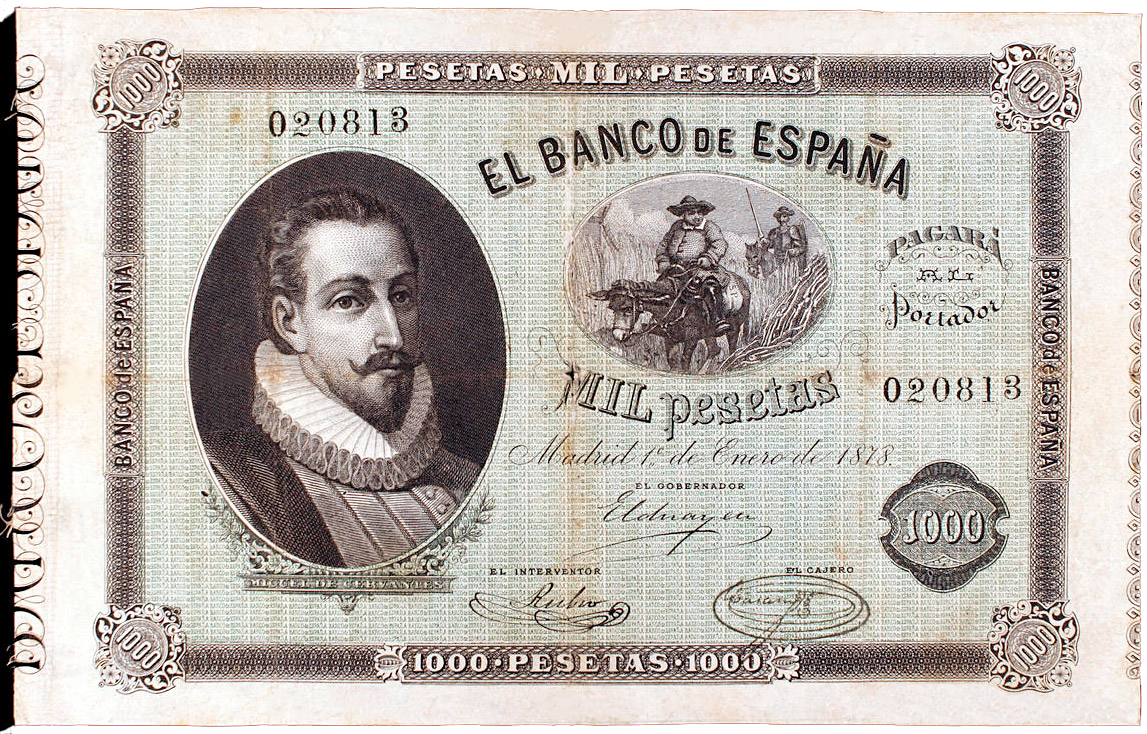
Primer billete emitido por el Banco de España (1878), dedicado a Miguel de Cervantes.

Jean Rotrou (1609-1650) y Paul Scarron (1610-1660) alcanzaron grandes éxitos traduciendo o imitando a los autores españoles, y estos influyeron en los mayores dramaturgos galos, como por ejemplo Pierre Corneille y Molière, por no mencionar otros de menor importancia, como Thomas Corneille, Alain René Lesage, John Vanbrugh etc. Las obras de teatro españolas extendieron su influjo al ser traducidas, por ejemplo, en Países Bajos (por Theodore Rodenburg) e Inglaterra (John Webster, Fletcher, Dryden, etc.).

## Filosofía
La filosofía del Siglo de Oro español abarca todo el pensamiento que va desde el primer humanismo hasta la instauración del racionalismo en el siglo XVIII, y su inmenso núcleo es la Escuela de Salamanca, desde Francisco de Vitoria hasta Francisco Suárez, que son sus genios mayores.
En la España áurea, donde convivían dos religiones, el judaísmo y el cristianismo, se desarrolló una filosofía que culmina en el período Barroco. De este modo, la filosofía del Siglo de Oro se podría dividir en dos épocas: la del Renacimiento y la del Barroco.

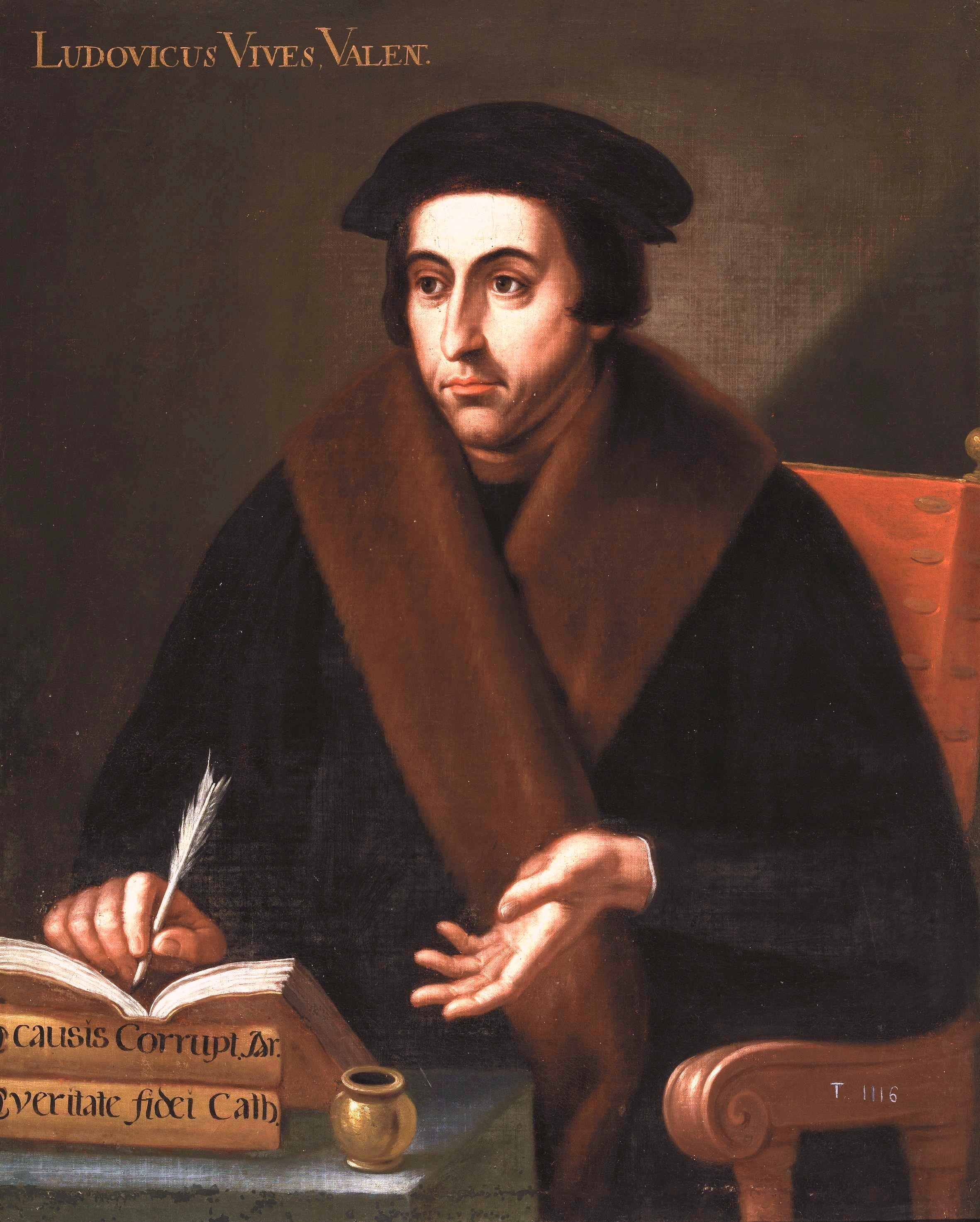
Juan Luis Vives destacó en su faceta de moralista y reformador educativo, con publicaciones como De subventione pauperum o De disciplinis libri XX.

El Renacimiento produjo el primer gran humanista filólogo de España, Antonio de Nebrija, sobre todo gracias a su gramática española. Nebrija consiguió reconocer las primeras reglas de la lengua que luego tanta difusión tendrían con la posterior fundación de la Real Academia Española (1713). Por otra parte, el gran mecenas durante el humanismo fue el cardenal Francisco Jiménez de Cisneros, quien puso su empeño en reformar las costumbres clericales. En 1499 fundó la Universidad de Alcalá de Henares, que superó en prestigio e influencia a todas las demás excepto la de Salamanca, su mayor rival.
Carlos I defendió las nuevas teorías de Erasmo de Róterdam y la nueva corriente humanista. Fiel seguidor del erasmismo fue Juan Luis Vives. Se convirtió en un reformador de la educación europea y en un filósofo moralista de talla universal, proponiendo el estudio de las obras de Aristóteles en su lengua original y adaptando sus libros destinados al estudio del latín a los estudiantes; substituyó los textos medievales por otros nuevos, con un vocabulario adaptado a su época y al modo de hablar del momento e hizo los primeros aportes a una ciencia en germen, la psicología.
Los nuevos descubrimientos en el Nuevo Mundo y la colonización española de las Indias llevaron a hacer reflexionar a algunos pensadores sobre el trato que los indígenas merecían. Las controversias fue suscitada por el dominico fray Bartolomé de las Casas en su Brevísima relación de la destrucción de las Indias, donde describía con tintes horrorosos la colonización española de América y defendía el iusnaturalismo. El contenido del escrito hizo convocar una disputa entre 1550 y 1551 en Valladolid contra su principal contrincante, Juan Ginés de Sepúlveda, que defendía el consuetudinarismo, la bondad de la colonización española y el derecho de guerra. Esta disputa llegó a llamarse la «Junta de Valladolid».

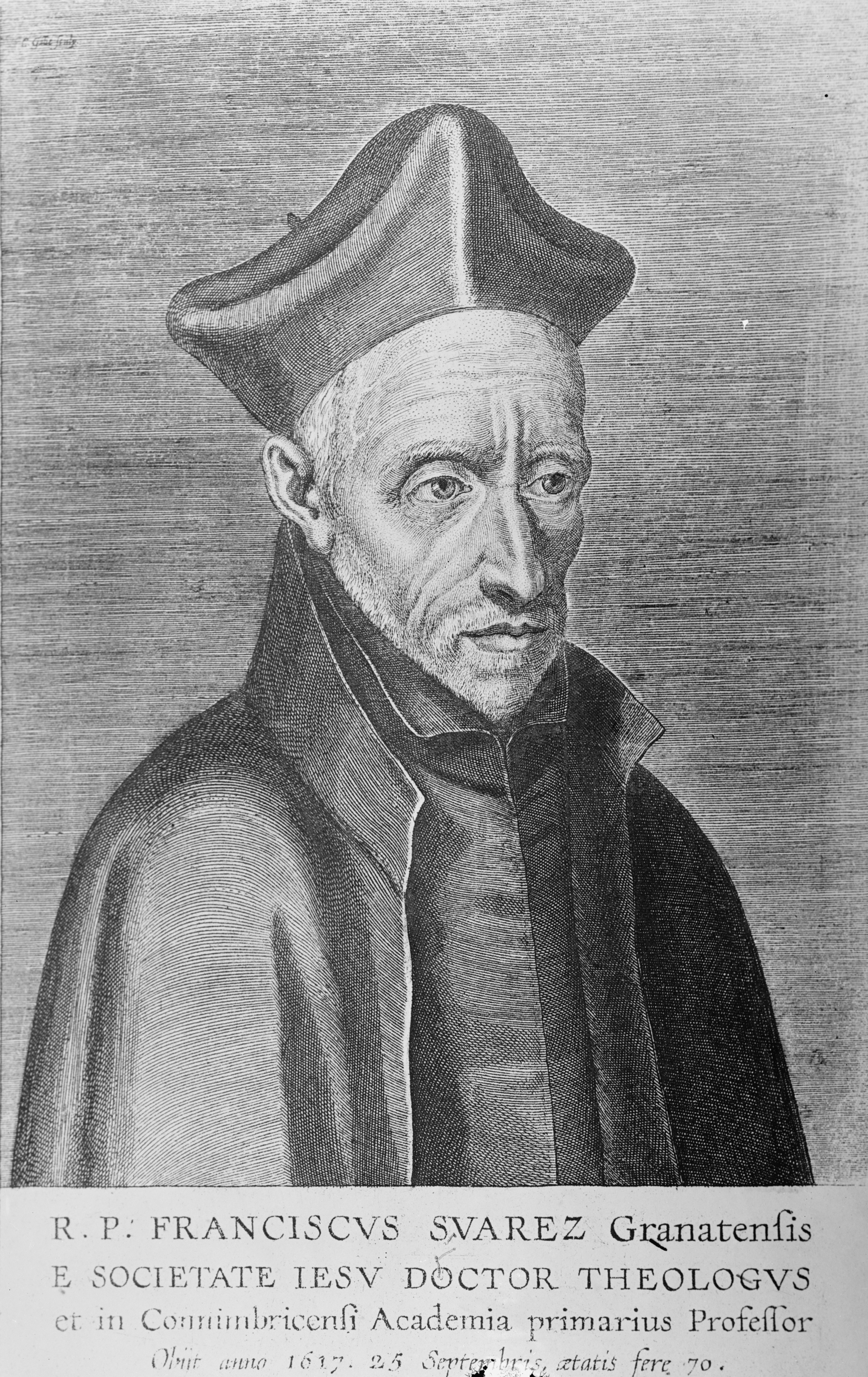
El teólogo y filósofo jesuita Francisco Suárez, miembro de la Escuela de Salamanca y autoridad escolástica.

La Universidad de Salamanca contribuyó decisivamente al pensamiento político, económico y moral universal. El resurgimiento del nuevo espíritu se ve encarnado en la principal figura con Francisco de Vitoria, teólogo dominico, profesor de Salamanca, que rechazó toda argumentación basada en puras consideraciones metafísicas por estar a favor del estudio de los problemas reales que planteaba la vida política y social contemporánea. Fue el primero en establecer los conceptos básicos del derecho internacional moderno, basándose en la regla del derecho natural. Afirmaba así las libertades fundamentales como la palabra, de comunicación, comercio y tránsito por los mares, siempre que las naciones y razas no se perjudicaran mutuamente.
El cristianismo en España dio sus propios pensadores y teólogos, la mayoría ortodoxos mediante la Contrarreforma, pero también heterodoxos en una Reforma que solo pudo cuajar en el extranjero. En cuanto a los ortodoxos, destaca san Ignacio de Loyola, que escribió sus Ejercicios espirituales y fundó la Compañía de Jesús, con la que se quería llegar a la unidad religiosa y que con su red de colegios renovó la enseñanza de las lenguas clásicas. En poesía se desarrollaron movimientos de ascética y mística muy profundos y personales. La lírica del Renacimiento se caracteriza por tener a un grupo de religiosos que transmitían su filosofía mediante la poesía. Cabe destacar a san Juan de la Cruz, santa Teresa de Jesús y a F como figuras eminentes entre un gran conjunto de figuras importantes.
La llegada del Barroco cambió por completo la mentalidad renacentista del humanismo. La visión de la vida se volvió pesimista y todas las perspectivas desembocaron en el desengaño. La prosa filosófica brilla con Luis de Molina, iluminado establecido en Roma. Su doctrina apodada molinismo tuvo una gran repercusión e influencia en los pensadores y escritores barrocos posteriores a él. Su pensamiento mezcla los principios de la religión con una elaborada filosofía moral. Molina combatió el determinismo con el libre albedrío. Sus obras acerca de la libertad fueron muy seguidas por los pensadores del siglo posterior.
El filósofo y médico Gómez Pereira para defender los métodos empíricos por ejemplo en medicina, en que se basaría la ciencia de los dos siglos posteriores. Se le considera, junto con el escéptico Francisco Sánchez, uno de los precursores de René Descartes e influyó en sus trabajos posteriores, siendo el primero en sugerir el automatismo de las bestias, la teoría del conocimiento humano y -aunque la creencia en la inmortalidad del alma ha sido un tema recurrente en la filosofía y la religión a lo largo de la historia, desde Platón hasta San Agustín- fue uno de los primeros en sugerirlo dentro de la tradición filosófica moderna occidental.
La Universidad de Salamanca también aportó bastante al pensamiento del Barroco temprano. Melchor Cano escribió De Locis Theologicis, obra en la que estableció las diez fuentes para la demostración teológica: la Sagrada Escritura, la tradición apostólica, la autoridad de la Iglesia católica, la autoridad de los concilios ecuménicos, la autoridad del sumo pontífice, la doctrina de los Padres de la Iglesia, la doctrina de los doctores escolásticos y canonistas, la verdad racional humana, la doctrina de los filósofos y la historia.
En la transición del Renacimiento al Barroco se encuentra Francisco Suárez, hombre de extraordinaria cultura y sabio en los aspectos clásicos. Continuó la doctrina tomista de manera versátil. En su gran obra filosófica y jurídica De legibus ac Deo legislatore, muy fecunda para la doctrina del iusnaturalismo y el derecho internacional, se encuentra ya la idea del pacto social. Suárez es una de las cumbres de la filosofía europea.
Con la antropología se hicieron grandes avances. La principal figura fue José de Acosta, que adelantó tres siglos la teoría de la evolución darwiniana.

## Artes plásticas

### Pintura

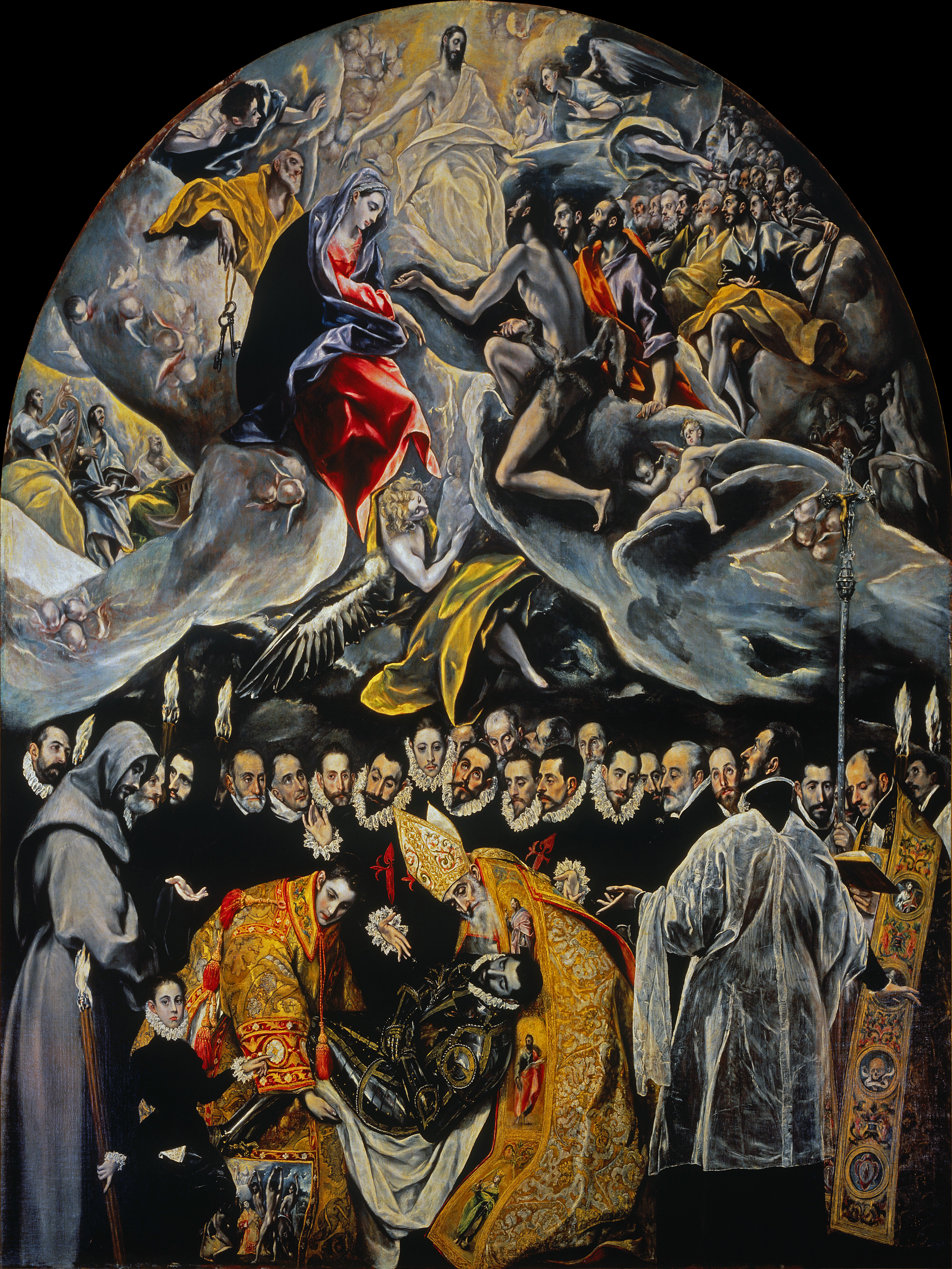
El entierro del conde de Orgaz (1586-1588), de El Greco, obra que representa el milagro en el que, según la tradición popular, San Esteban y San Agustín bajaron de los cielos para dar sepultura personalmente a Gonzalo Ruiz de Toledo, conde de Orgaz.

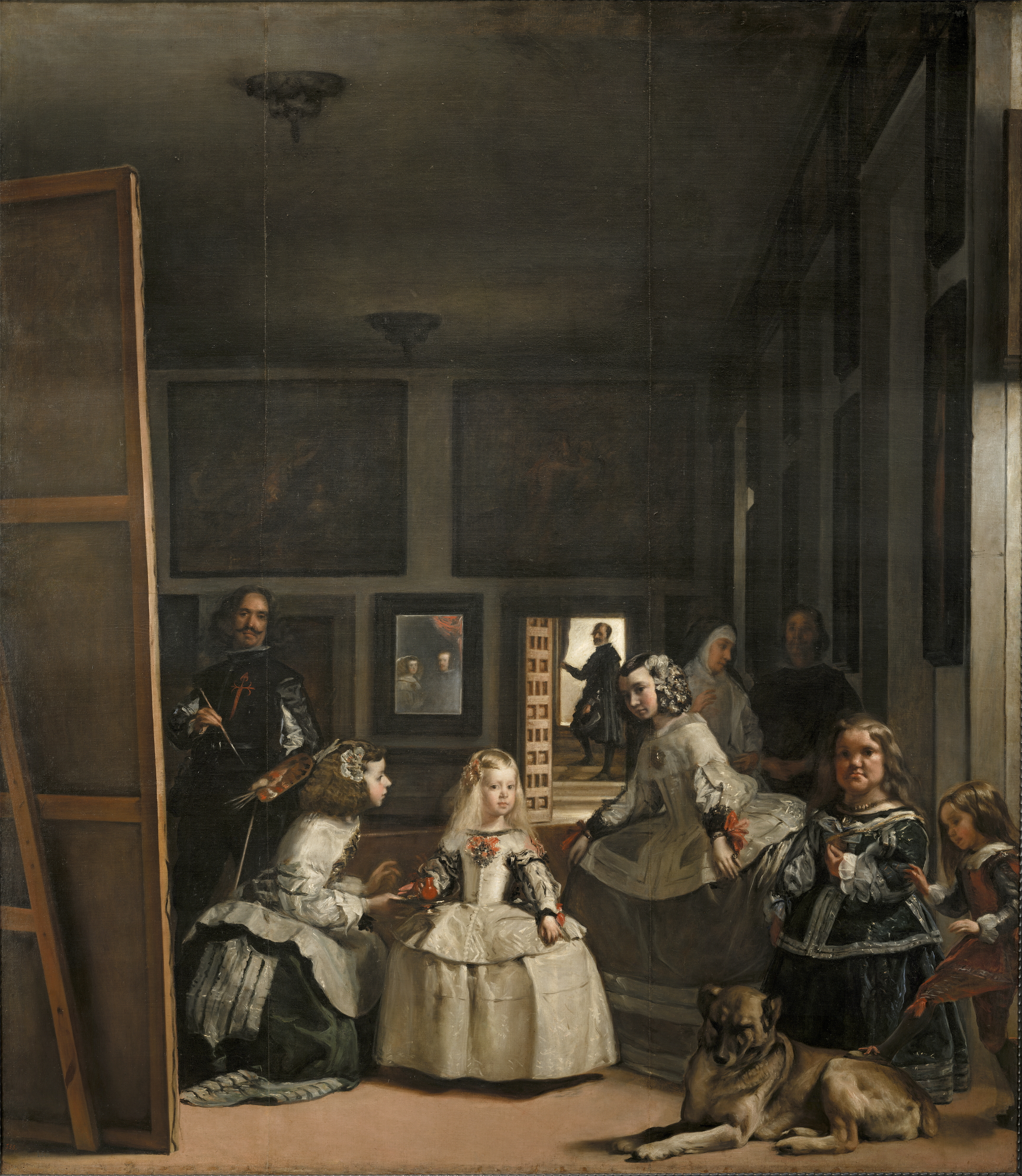
Las Meninas (1656), considerada la obra maestra de Diego Velázquez, que representa a varios miembros de la corte y de la familia del rey Felipe IV de España, así como al propio autor. Se conserva en el Museo del Prado de Madrid.

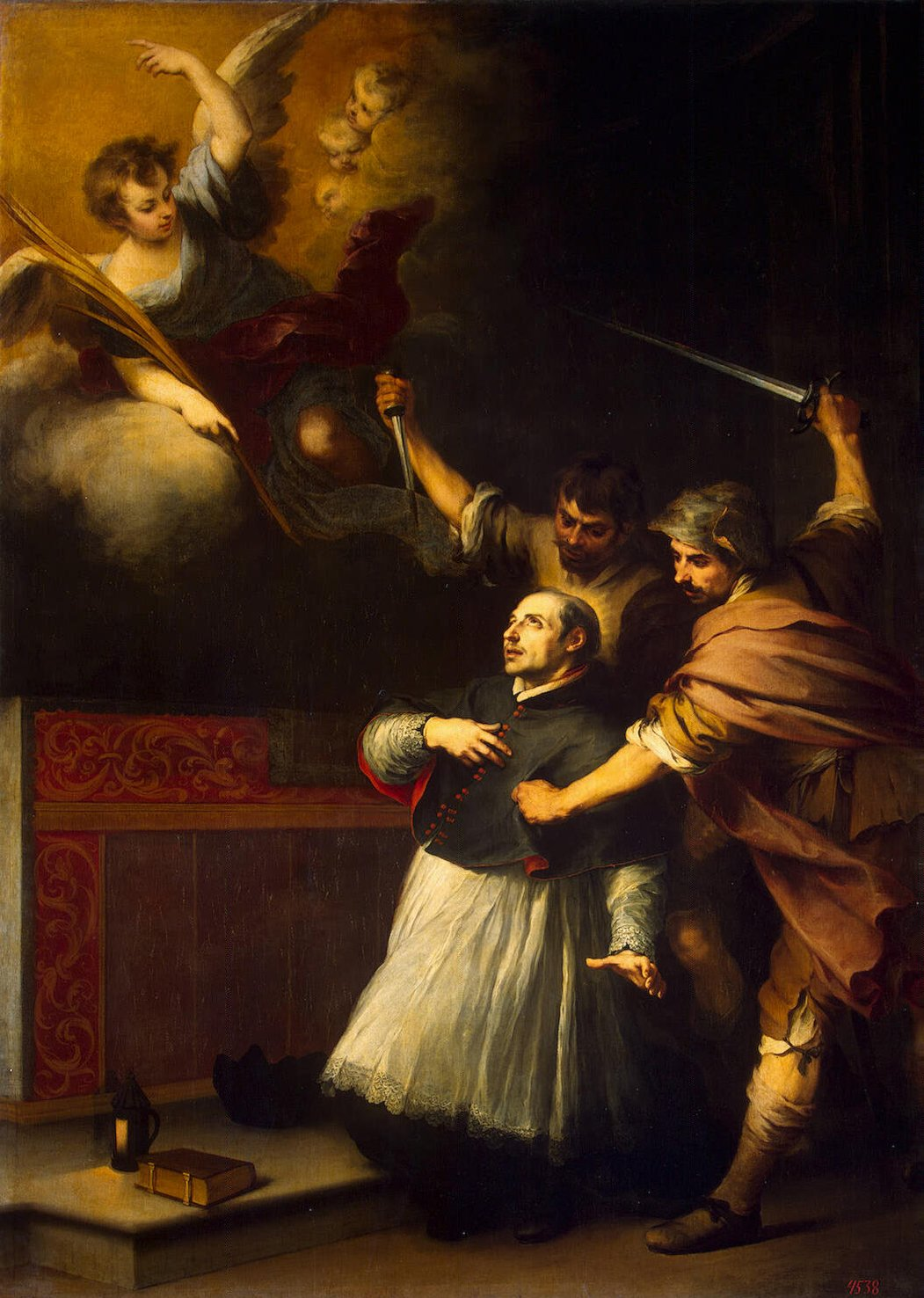
Asesinato del inquisidor Pedro de Arbués (1664), de Murillo (originalmente en la Capilla de la Inquisición de Sevilla, actualmente en el Museo del Hermitage de San Petersburgo). La obra representa el atentado perpetrado por un grupo de judeoconversos contra el inquisidor de Aragón en 1485, mientras este rezaba en la Catedral de Zaragoza (España).

En las artes plásticas destaca la pintura. A una primera fase corresponden Pedro Berruguete, Pedro Machuca, Luis de Morales, los leonardescos Juan de Juanes y Fernando Yáñez de la Almedina. A la segunda, Juan Fernández de Navarrete, Alonso Sánchez Coello y El Greco, principal exponente del manierismo pictórico en Castilla.
Al Barroco pertenecen Diego Velázquez, pintor de complejas composiciones intelectualizadas que ahonda en el misterio de la cruda e intensa luz y la perspectiva aérea; los tenebristas caravaggiescos Francisco de Zurbarán (gran pintor de frailes y bodegones), Francisco Ribalta y José de Ribera; en Sevilla cabe salientar a Francisco Herrera el Viejo y Francisco Herrera el Mozo, Bartolomé Esteban Murillo y Juan de Valdés Leal; mientras que en Córdoba destaca Antonio del Castillo y en Granada Alonso Cano.
Hay que citar también a Juan Bautista Maíno (pintor de alegorías políticas) Claudio Coello, Juan Carreño de Miranda, el florentino Vicente Carducho, el retratista Juan Pantoja de la Cruz, Luis Tristán (uno de los escasos discípulos del Greco, que añade al estilo del maestro elementos naturalistas), Juan Bautista Martínez del Mazo, Pedro Orrente, Bartolomé González y Serrano, el cartujo Juan Sánchez Cotán (famoso por sus místicos bodegones), Eugenio Cajés, Antonio Pereda; Mateo Cerezo, el paisajista Francisco Collantes, Juan Antonio Frías y Escalante, José Antolínez, el aragonés Jusepe Martínez y otros muchos.

### Escultura

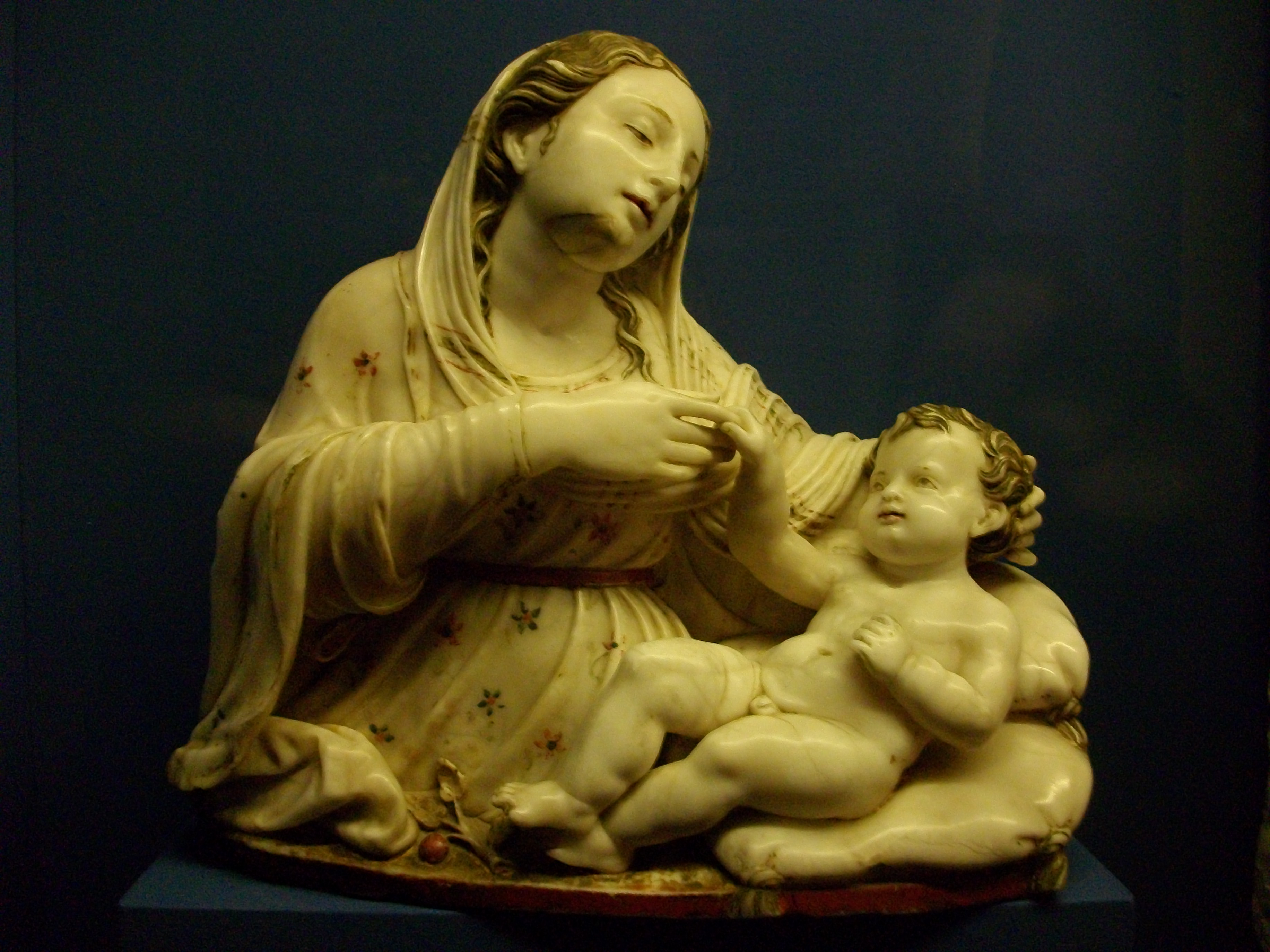
Nuestra Señora del Coro (1515) de Damián Forment. Alabastro policromado y dorado. Procede del Convento de Las Fecetas de Zaragoza.

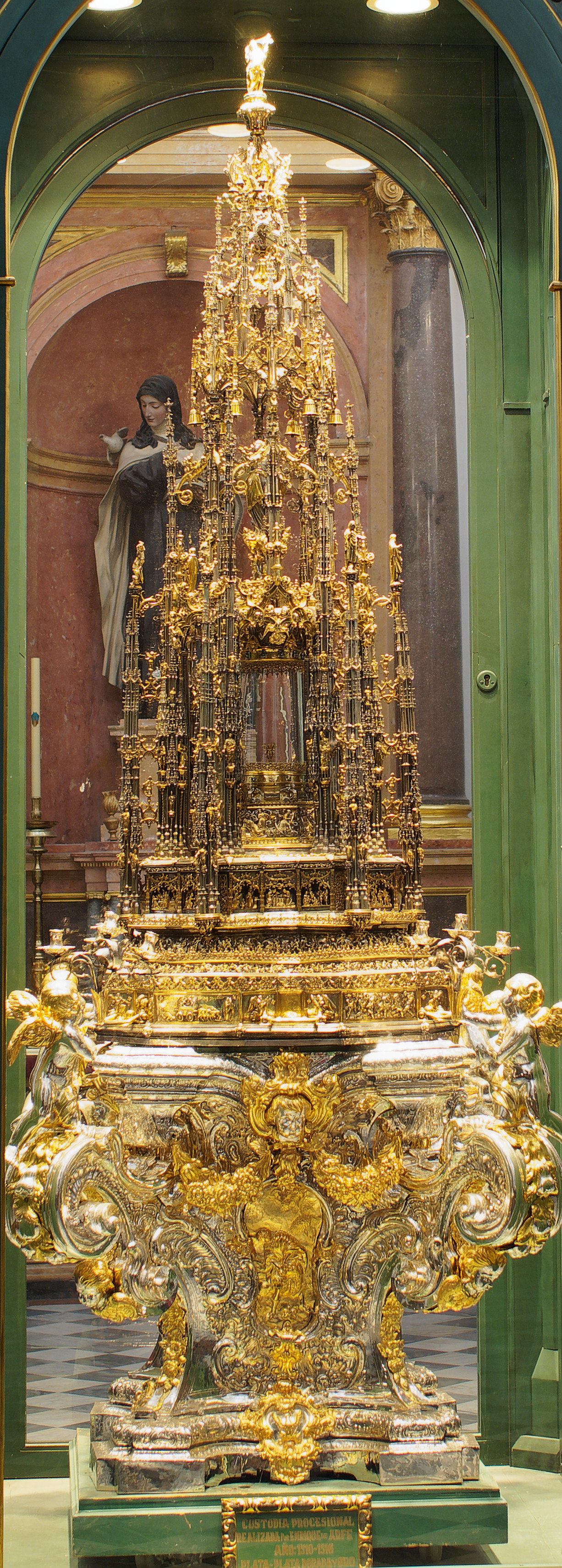
Custodia procesional de la Mezquita-catedral de Córdoba (España), pieza realizada en oro y plata por el orfebre Enrique de Arfe en el, con las contribuciones de Juan Ruiz el Vandalino y Bernabé García de los Reyes.

En lo tocante a escultura tenemos ya en el Prerrenacimiento y primeros años del siglo XVI las figuras extranjeras que trabajaron en España: Domenico Fancelli, Pietro Torrigiano y Jacopo Florentino. La primera generación de escultores españoles del Renacimiento en Castilla estuvo compuesta por Vasco de la Zarza (trascoro de la catedral de Ávila), Felipe Vigarny (retablo mayor de la catedral de Toledo), Bartolomé Ordóñez (sillería del coro de la catedral de Barcelona) y Diego de Siloé (sepulcro de don Alonso de Fonseca y Acevedo en el Convento de las Úrsulas de Salamanca); en la Corona de Aragón destaca el trabajo de Damián Forment (retablo mayor de la Basílica del Pilar, 1509 y del monasterio de Poblet, 1527), Gil Morlanes el Viejo (portada de la iglesia de Santa Engracia de Zaragoza) y Gabriel Yoly, que talló en madera sin policromar el retablo mayor de la catedral de Teruel en 1536.

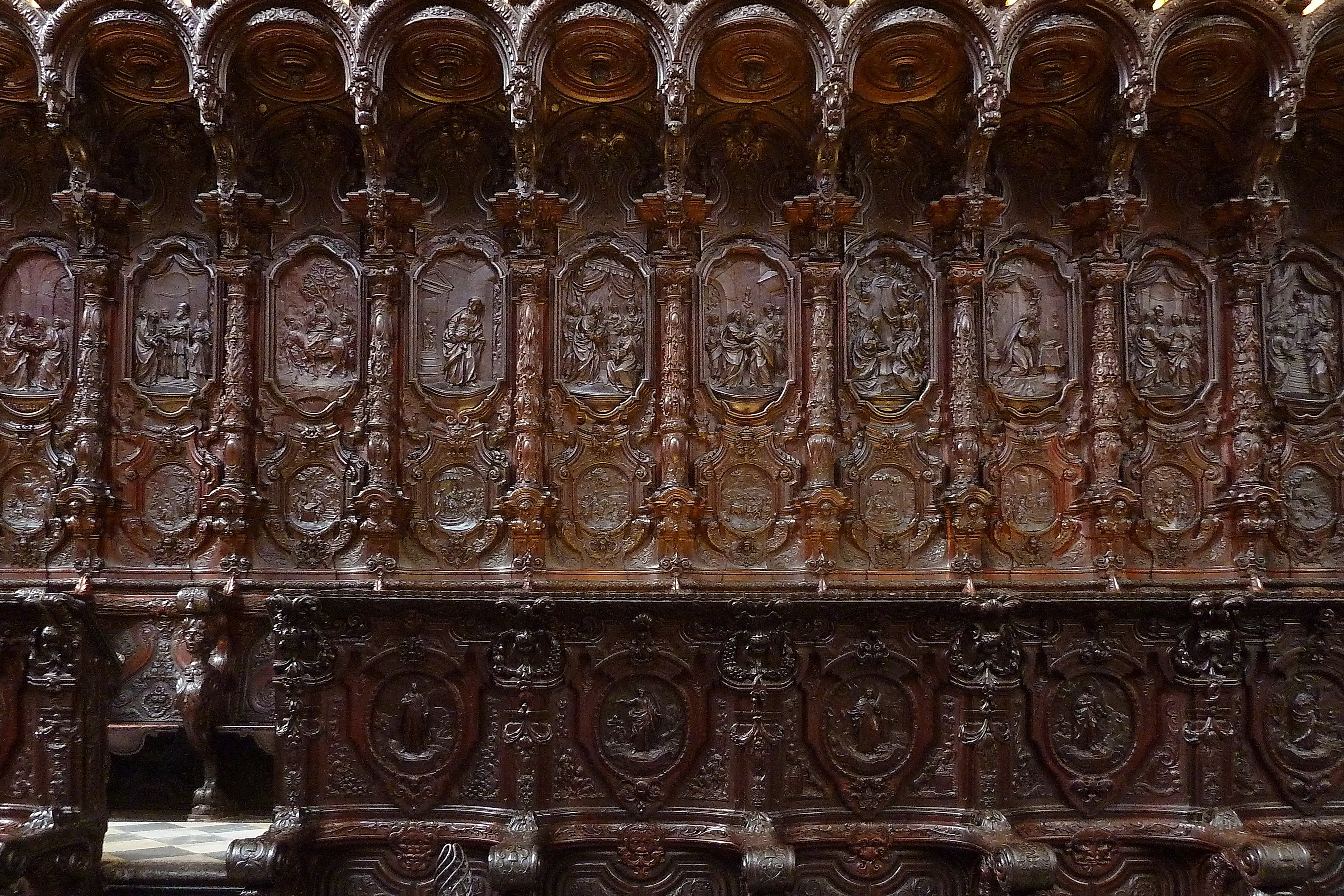
Relieves en los asientos del coro de la Catedral de Córdoba, edificada durante el Renacimiento en el interior de la antigua Mezquita califal.

En el manierismo hay que nombrar por supuesto el correlato de la ascética y la mística de la segunda mitad del siglo XVI. El gran Alonso Berruguete, el gallego Gregorio Fernández , los escultores clasicistas italianos Leone Leoni y su hijo Pompeyo Leoni (que trabajaron para el Real Monasterio de San Lorenzo de El Escorial); los barrocos Francisco del Rincón y Pedro Vicálvaro, de la Escuela castellana, y Juan de Juni; de la Escuela andaluza Jerónimo Hernández, Andrés de Ocampo, Juan Martínez Montañés, Juan de Mesa, Francisco de Ocampo y Felguera, Alonso Cano. En el pleno Barroco desembocaron ya con escultores como Pedro de Mena, Pedro Roldán, su hija Luisa Roldán y su nieto Pedro Duque y Cornejo; Francisco Ruiz Gijón, José Risueño, Bernardo de Mora o su hijo José de Mora. De Guipúzcoa procedía Juan de Ancheta, de estilo clasicista romano, cuya obra se desarrolló fundamentalmente en Navarra, La Rioja y Aragón. La temática tratada es casi exclusivamente religiosa y solo en el ámbito de la Corte se da escultura monumental; los temas mitológicos y profanos están ausentes. Se realizan retablos, donde aparecen figuras exentas y en bajorrelieve. Destaca con mucho la imaginería en madera de tradición hispana. En estas obras se pierde la técnica del estofado y posteriormente se usará la policromía. Las figuras son aisladas: para iglesias, conventos y para las procesiones de Semana Santa.

## Música

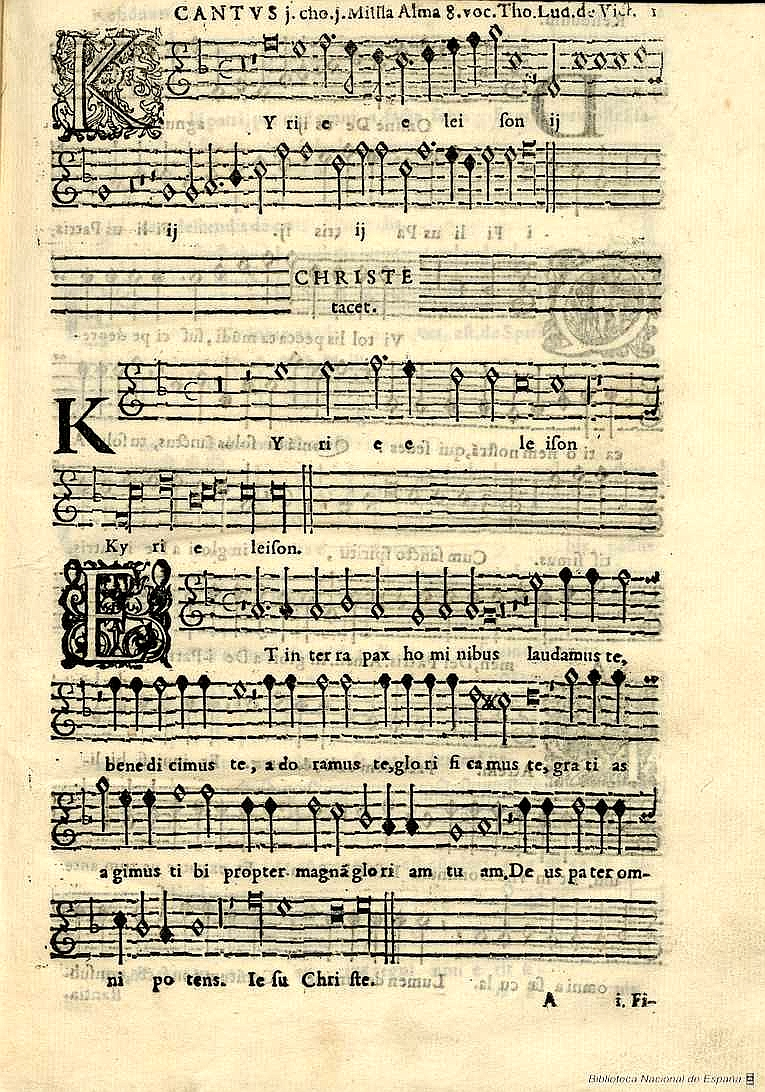
Partitura de Missa alma redemptoris mater, de Tomás Luis de Victoria (Madrid, 1600).

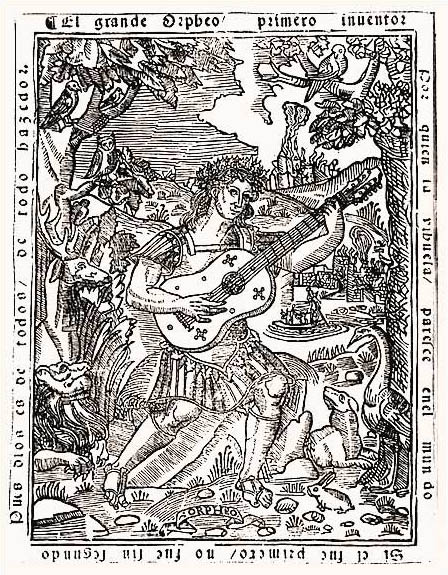
Orfeo tocando la vihuela. Ilustración de El Maestro, de Luys de Milán (1536).

También para la música española fue este el siglo de oro. La labor de compositores cortesanos, que unían su labor de músico a la de dramaturgo y poeta, tiene un buen ejemplo en Juan del Encina en el siglo XV y XVI; o en el siglo XVII Juan Hidalgo, que musicó las zarzuelas de Calderón de la Barca, como también hará Tomás de Torrejón y Velasco. En tiempos de Carlos V componen Mateo Flecha el Viejo, autor de Las Ensaladas (Praga, 1581), género que mezcla versos en diversas lenguas. Cristóbal de Morales estudió en Roma, donde publicó algunas misas en 1544. Otros músicos fueron Pedro de Pastrana, Juan Vázquez o Diego Ortiz.
A la época de Felipe II corresponden Francisco Gabriel Gálvez, Andrés de Torrentes, Juan Navarro o Rodrigo de Ceballos. En Sevilla trabajó Francisco Guerrero, que viajó a Italia y publicó su obra entre 1555 y 1589.
Pero más importante aún fue la labor de compositores o, como eran llamados a la sazón, maestros de capilla y organistas que, partiendo del motete y el madrigal italiano de Giovanni Pierluigi da Palestrina, desarrollaron una gran polifonía al servicio sobre todo de los oficios religiosos, con una gran carga emotiva que la distinguió de las otras tres grandes escuelas polifónicas de los siglos XV al XVII como la Escuela flamenca, la veneciana y la romana, y que se ha vinculado con el apasionamiento místico de escritores como Teresa de Ávila o Juan de la Cruz. Destacan las figuras ya mencionadas de Cristóbal de Morales, Francisco Guerrero, y otras anteriores como Francisco de Peñalosa, maestro de Morales, y posteriores, como Alonso Lobo pero sobre todo la del gran Tomás Luis de Victoria, majestuosa, inspirada y mística. Se ha comparado en su profundidad y emoción ascética a la pintura de el Greco, y hoy, gracias a la labor de estudiosos y difusores de su música como Jordi Savall, es reconocido como uno de los más grandes compositores de todos los tiempos. En Roma, que fue donde trabajó principalmente, publicó unas 170 obras —65 motetes, 34 misas, 37 oficios de Semana Santa, Magnificat y Salmos— desde 1572. A partir de 1587 trabaja para la Emperatriz, a cuya muerte compuso un famoso Officium Defunctorum (1605) para seis voces. Su policoralismo (composiciones para dos coros) y cuidado de la armonía, en la escritura de bemoles y sostenidos, lo señalan como precursor del Barroco.
Destaca la escuela de vihuela española del siglo XVI. Aparecieron grandes figuras, como  Esteban Daza, Luys de Milán (autor de El Maestro, 1536, que incluye fantasías, pavanas, tientos, villancicos, romances y obras originales en que la vihuela admite el canto), Alonso Mudarra (con sus Tres libros de música en cifra para vihuela, Sevilla, 1546), Luis de Narváez (El Delphín, 1538), Enríquez de Valderrábano (Silva de Sirenas, 1547), Diego Pisador (Libro de música de vihuela, 1552), Miguel de Fuenllana (Orphénica Lyra) y Gaspar Sanz, ya en el último cuarto del siglo XVII, quien dio un impulso definitivo a la guitarra con su obra Instrucción de música sobre la guitarra española.
Por su obra para teclado ganaron fama el burgalés Antonio de Cabezón en el siglo XVI, y Juan Bautista Cabanilles y Francisco Correa de Arauxo, en el siglo XVII. Las obras clásicas al respecto son las Obras de música para tecla, harpa y vihuela (1578) de Antonio de Cabezón, preparadas por su hijo, y El Libro de Cifra Nueva para tecla, harpa y vihuela (Alcalá de Henares, 1557) de Luis Venegas de Henestrosa: ambas muestran la versatilidad de estas composiciones para adaptarse a instrumentos o a voces humanas.
Todos ellos conformaron un periodo de esplendor para la música española, que, salvo figuras aisladas, no volvió a alcanzar las cotas a las que se llegó en esta época. Sin embargo, gran parte de este patrimonio musical se ha perdido y, por ejemplo, de la obra de Francisco de Salinas, que tanto deleitaba a fray Luis de León, no se ha conservado partitura alguna, sino solo un tratado teórico.

## Arquitectura
En el siglo XVI se pasa del estilo plateresco del Renacimiento durante los Reyes Católicos al más plenamente renacentista durante el reinado de Carlos I; después, durante el de su hijo Felipe II, surge el Manierismo de Juan de Herrera, creador del Estilo herreriano y del monumental monasterio de San Lorenzo de El Escorial y de la inacabada catedral de Valladolid, y durante el siglo XVII domina el Barroco y churrigueresco.

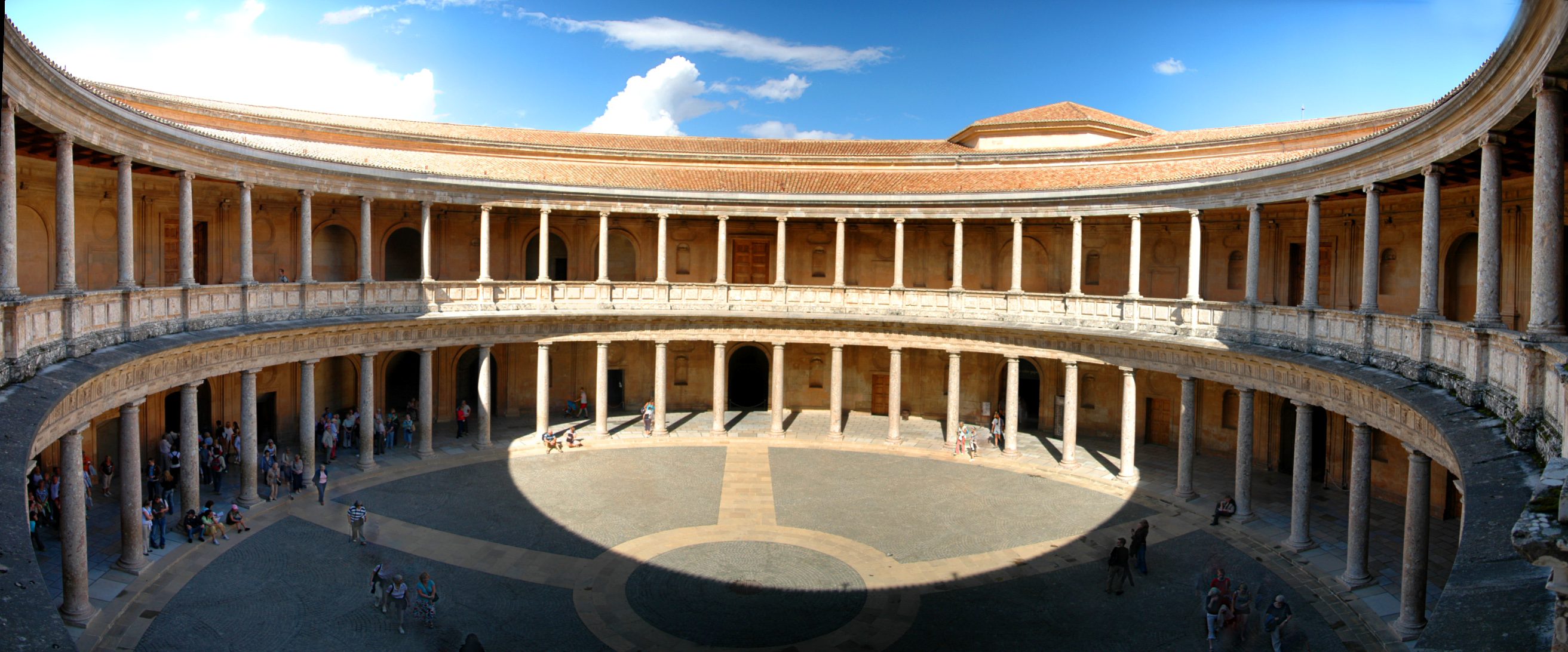
Palacio de Carlos V en Granada.

En España, el Renacimiento comenzó unido a las formas góticas en las últimas décadas del siglo XV. El estilo comenzó a extenderse sobre todo a manos de arquitectos locales: es la razón de un estilo renacentista específicamente español, que reunió la influencia de la arquitectura del sur de Italia, a veces proveniente de libros ilustrados y pinturas, con la tradición gótica y la idiosincrasia local. El nuevo estilo se llama plateresco, debido a las fachadas decoradas en exceso, que recuerdan a los intrincados trabajos de los plateros. Órdenes clásicas y motivos de candeleros (candelieri) se combinan con libertad en conjuntos simétricos.

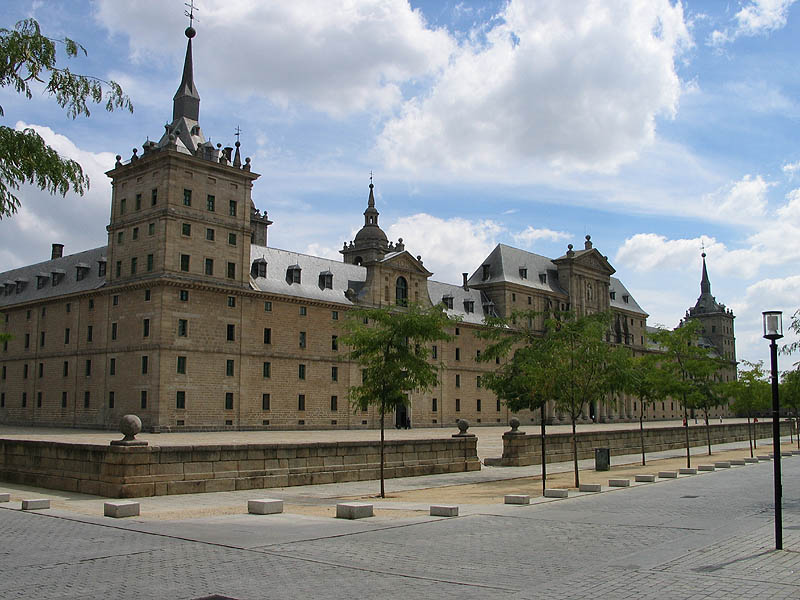
Monasterio de El Escorial.

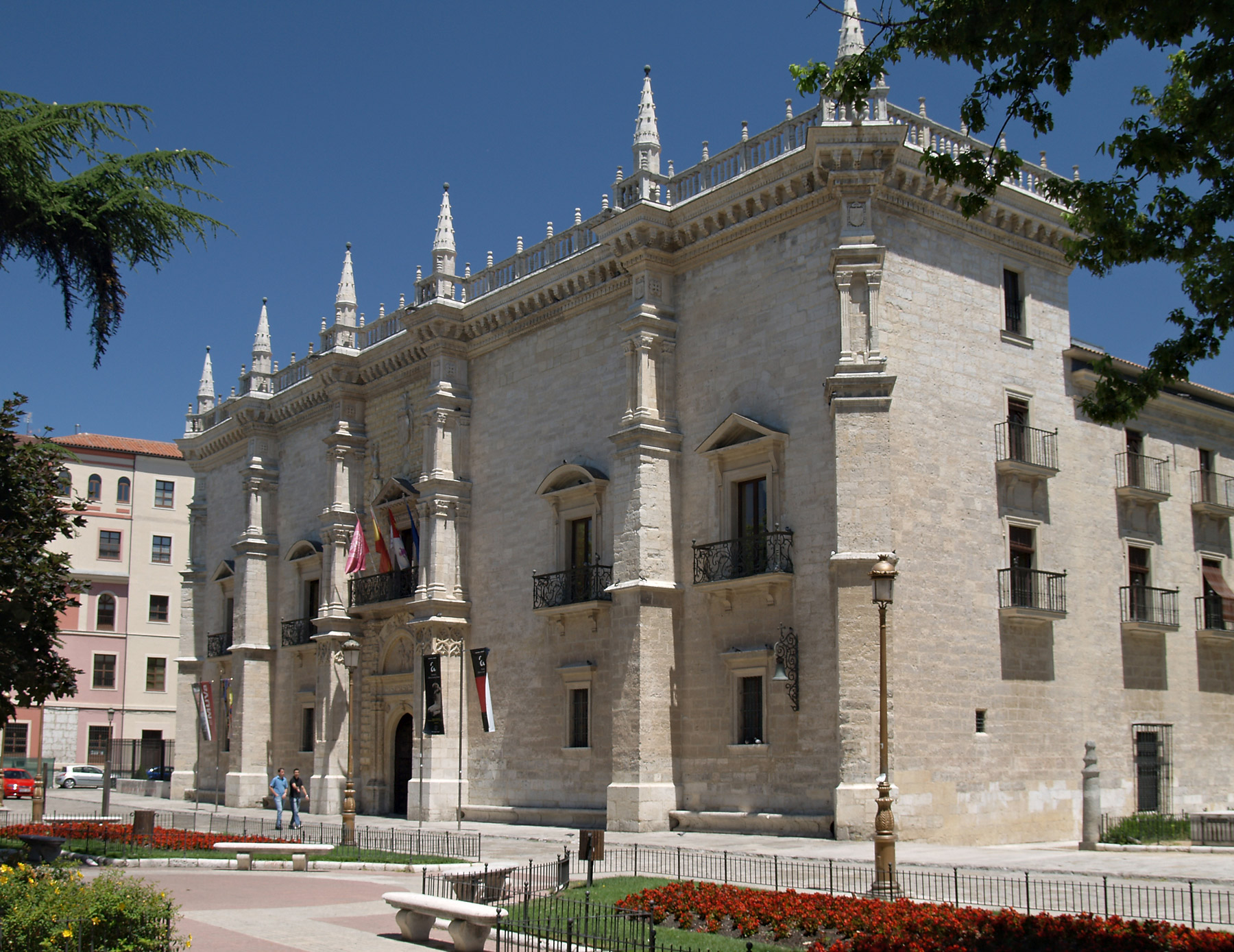
Fachada del Colegio Mayor Santa Cruz en Valladolid.

En este contexto, el Palacio de Carlos V realizado por Pedro Machuca, en Granada, supuso un logro inesperado dentro del Renacimiento más avanzado de la época. El palacio puede ser definido como una anticipación al manierismo, debido a su dominio del lenguaje clásico y sus logros estéticos rupturistas. Fue construido antes de las principales obras de Miguel Ángel y Andrea Palladio. Su influencia fue muy limitada y mal entendida, las formas platerescas se imponían en el panorama general.
Según pasaban las décadas, la influencia gótica desaparece y la búsqueda de un clasicismo ortodoxo alcanzó niveles muy altos. Aunque el plateresco es un término usado habitualmente para definir a la mayoría de la producción arquitectónica de finales del siglo XV y primera mitad del siglo XVI, algunos arquitectos adquirieron un gusto más sobrio, como Diego de Siloé, Rodrigo Gil de Hontañón y Gaspar de Vega. Ejemplos de plateresco son las fachadas de la Universidad de Salamanca, el Colegio Mayor Santa Cruz de Valladolid y del Hostal San Marcos de León.
La cumbre del Renacimiento español está representado por el Real Monasterio de El Escorial, realizado por Juan Bautista de Toledo y Juan de Herrera, en el que una adherencia excesiva al arte de la antigua Roma fue superado por el estilo extremadamente sobrio. La influencia de los techos flamencos, el simbolismo de la escasa decoración y el preciso corte del granito establecieron la base para un estilo nuevo, el herreriano.
Con un estilo más próximo al manierismo, el siglo se cierra con arquitectos como Andrés de Vandelvira (Catedral de Jaén).
Cuando las influencias barrocas italianas llegaron a España, gradualmente sustituyeron en el gusto popular al sobrio gusto clasicista que había estado de moda desde el siglo XVI. Tan pronto como en 1667, las fachadas de la catedral de Granada de Alonso Cano y la de Jaén de Eufrasio López de Rojas indican la facilidad de su interpretación a la manera barroca de los motivos tradicionales de las catedrales españolas.
El barroco local mantiene raíces en Herrera y en la construcción tradicional en ladrillo, desarrollada en Madrid a lo largo del siglo XVII (Plaza Mayor y Ayuntamiento de Madrid).